# Convocazioni per il campionato mondiale femminile di calcio 2023
Elenco delle giocatrici convocate per il campionato mondiale di Australia-Nuova Zelanda 2023.

## Gruppo A
Nuova Zelanda
Selezionatrice:  Jitka Klimková
La lista delle 23 calciatrici convocate è stata comunicata il 30 giugno 2023.
| N. | Pos. | Giocatore          | Data nascita (età)          | Pres. | Reti | Squadra                  |
| -- | ---- | ------------------ | --------------------------- | ----- | ---- | ------------------------ |
| 1  | P    | Erin Nayler        | 17 aprile 1992 (31 anni)    | 84    | 0    | IFK Norrköping           |
| 2  | C    | Ria Percival       | 7 dicembre 1989 (33 anni)   | 161   | 15   | Tottenham                |
| 3  | D    | Claudia Bunge      | 21 settembre 1999 (23 anni) | 20    | 0    | Melbourne Victory        |
| 4  | D    | CJ Bott            | 22 aprile 1995 (28 anni)    | 37    | 2    | Leicester City           |
| 5  | D    | Michaela Foster    | 9 gennaio 1999 (24 anni)    | 4     | 0    | Svincolata               |
| 6  | C    | Malia Steinmetz    | 18 gennaio 1999 (24 anni)   | 18    | 0    | Svincolata               |
| 7  | D    | Ali Riley          | 30 ottobre 1987 (35 anni)   | 152   | 2    | Angel City               |
| 8  | C    | Daisy Cleverley    | 30 aprile 1997 (26 anni)    | 31    | 2    | HB Køge                  |
| 9  | A    | Gabi Rennie        | 7 luglio 2001 (22 anni)     | 24    | 2    | Arizona State Sun Devils |
| 10 | C    | Annalie Longo      | 1º luglio 1991 (32 anni)    | 127   | 15   | Svincolata               |
| 11 | C    | Olivia Chance      | 5 ottobre 1993 (29 anni)    | 43    | 2    | Celtic                   |
| 12 | C    | Betsy Hassett      | 4 agosto 1990 (32 anni)     | 143   | 13   | Stjarnan                 |
| 13 | D    | Rebekah Stott      | 17 giugno 1993 (30 anni)    | 89    | 4    | Brighton & Hove          |
| 14 | D    | Katie Bowen        | 15 aprile 1994 (29 anni)    | 92    | 3    | Svincolata               |
| 15 | A    | Paige Satchell     | 13 aprile 1998 (25 anni)    | 42    | 2    | Svincolata               |
| 16 | A    | Jacqui Hand        | 19 febbraio 1999 (24 anni)  | 12    | 1    | Åland United             |
| 17 | A    | Hannah Wilkinson   | 28 maggio 1992 (31 anni)    | 113   | 28   | Melbourne City           |
| 18 | A    | Grace Jale         | 10 aprile 1999 (24 anni)    | 17    | 2    | Svincolata               |
| 19 | D    | Elizabeth Anton    | 12 dicembre 1998 (24 anni)  | 18    | 0    | Perth Glory              |
| 20 | A    | Indiah-Paige Riley | 20 dicembre 2001 (21 anni)  | 7     | 0    | Svincolata               |
| 21 | P    | Victoria Esson     | 6 marzo 1991 (32 anni)      | 14    | 0    | Rangers                  |
| 22 | A    | Milly Clegg        | 1º novembre 2005 (17 anni)  | 2     | 0    | Svincolata               |
| 23 | P    | Anna Leat          | 26 giugno 2001 (22 anni)    | 9     | 0    | Aston Villa              |

 Norvegia
Selezionatrice: Hege Riise
La lista delle 23 calciatrici convocate è stata comunicata il 19 giugno 2023.
| N. | Pos. | Giocatore                | Data nascita (età)         | Pres. | Reti | Squadra           |
| -- | ---- | ------------------------ | -------------------------- | ----- | ---- | ----------------- |
| 1  | P    | Cecilie Fiskerstrand     | 20 marzo 1996 (27 anni)    | 44    | 0    | LSK Kvinner       |
| 2  | D    | Anja Sønstevold          | 21 giugno 1992 (31 anni)   | 28    | 1    | Inter             |
| 3  | D    | Sara Hørte               | 24 novembre 2000 (22 anni) | 4     | 1    | Rosenborg         |
| 4  | D    | Tuva Hansen              | 4 agosto 1997 (25 anni)    | 27    | 1    | Bayern Monaco     |
| 5  | D    | Guro Bergsvand           | 3 marzo 1994 (29 anni)     | 22    | 4    | Brighton & Hove   |
| 6  | D    | Maren Mjelde             | 6 novembre 1989 (33 anni)  | 165   | 20   | Chelsea           |
| 7  | C    | Ingrid Syrstad Engen     | 29 aprile 1998 (25 anni)   | 59    | 6    | Barcellona        |
| 8  | C    | Vilde Bøe Risa           | 13 luglio 1995 (28 anni)   | 60    | 2    | Manchester United |
| 9  | A    | Karina Sævik             | 24 marzo 1996 (27 anni)    | 38    | 6    | Vålerenga         |
| 10 | A    | Caroline Graham Hansen   | 18 febbraio 1995 (28 anni) | 98    | 44   | Barcellona        |
| 11 | C    | Guro Reiten              | 26 luglio 1994 (28 anni)   | 80    | 17   | Chelsea           |
| 12 | P    | Guro Pettersen           | 22 agosto 1991 (31 anni)   | 7     | 0    | Vålerenga         |
| 13 | C    | Thea Bjelde              | 5 giugno 2000 (23 anni)    | 16    | 0    | Vålerenga         |
| 14 | A    | Ada Hegerberg            | 10 luglio 1995 (28 anni)   | 76    | 43   | Olympique Lione   |
| 15 | C    | Amalie Vevle Eikeland    | 26 agosto 1995 (27 anni)   | 45    | 3    | Reading           |
| 16 | D    | Mathilde Harviken        | 29 dicembre 2001 (21 anni) | 9     | 0    | Rosenborg         |
| 17 | A    | Julie Blakstad           | 27 agosto 2001 (21 anni)   | 29    | 3    | Häcken            |
| 18 | C    | Frida Leonhardsen Maanum | 16 luglio 1999 (24 anni)   | 65    | 11   | Arsenal           |
| 19 | D    | Marit Bratberg Lund      | 7 novembre 1997 (25 anni)  | 5     | 0    | Brann             |
| 20 | A    | Emilie Haavi             | 16 giugno 1992 (31 anni)   | 97    | 16   | Roma              |
| 21 | A    | Anna Jøsendal            | 29 aprile 2001 (22 anni)   | 8     | 0    | Rosenborg         |
| 22 | A    | Sophie Roman Haug        | 4 giugno 1999 (24 anni)    | 8     | 5    | Roma              |
| 23 | P    | Aurora Mikalsen          | 21 marzo 1996 (27 anni)    | 9     | 0    | Brann             |

 Filippine
Selezionatore:  Alen Stajcic
La lista delle 23 calciatrici convocate è stata comunicata il 9 luglio 2023.
| N. | Pos. | Giocatore              | Data nascita (età)         | Pres. | Reti | Squadra                |
| -- | ---- | ---------------------- | -------------------------- | ----- | ---- | ---------------------- |
| 1  | P    | Olivia Davies-McDaniel | 14 ottobre 1997 (25 anni)  | 27    | 0    | Stallion Laguna        |
| 2  | D    | Malea Cesar            | 9 dicembre 2003 (19 anni)  | 31    | 1    | Blacktown City         |
| 3  | D    | Jessika Cowart         | 30 ottobre 1999 (23 anni)  | 20    | 2    | IFK Kalmar             |
| 4  | C    | Jaclyn Sawicki         | 14 novembre 1992 (30 anni) | 21    | 0    | Western Utd            |
| 5  | D    | Hali Long              | 21 gennaio 1995 (28 anni)  | 74    | 18   | Kaya-Iloilo            |
| 6  | C    | Tahnai Annis           | 20 giugno 1989 (34 anni)   | 37    | 14   | Þór/KA                 |
| 7  | A    | Sarina Bolden          | 30 giugno 1996 (27 anni)   | 36    | 22   | West. Sydney W.        |
| 8  | C    | Sara Eggesvik          | 29 aprile 1997 (26 anni)   | 22    | 3    | KIL/Hemne              |
| 9  | A    | Isabella Flanigan      | 22 febbraio 2005 (18 anni) | 28    | 3    | WVU Mountaineers       |
| 10 | A    | Chandler McDaniel      | 4 febbraio 1998 (25 anni)  | 13    | 5    | Stallion Laguna        |
| 11 | C    | Anicka Castañeda       | 16 dicembre 1999 (23 anni) | 39    | 11   | Mt Druitt Town Rangers |
| 12 | C    | Ryley Bugay            | 23 gennaio 1996 (27 anni)  | 21    | 0    | FC Saarbrücken         |
| 13 | D    | Angela Beard           | 16 agosto 1997 (25 anni)   | 0     | 0    | Western Utd            |
| 14 | A    | Meryll Serrano         | 20 luglio 1997 (26 anni)   | 8     | 4    | Stabæk                 |
| 15 | A    | Carleigh Frilles       | 11 aprile 2002 (21 anni)   | 36    | 12   | Blacktown Spartans     |
| 16 | D    | Sofia Harrison         | 16 febbraio 1999 (24 anni) | 34    | 3    | Werder Brema           |
| 17 | D    | Alicia Barker          | 22 maggio 1998 (25 anni)   | 10    | 0    | Pacific Northwest      |
| 18 | P    | Kaiya Jota             | 5 febbraio 2006 (17 anni)  | 1     | 0    | Stanford Cardinal      |
| 19 | D    | Dominique Randle       | 10 dicembre 1994 (28 anni) | 25    | 1    | Þór/KA                 |
| 20 | C    | Quinley Quezada        | 7 aprile 1997 (26 anni)    | 48    | 22   | Stella Rossa           |
| 21 | A    | Katrina Guillou        | 19 dicembre 1993 (29 anni) | 25    | 10   | Piteå IF               |
| 22 | P    | Kiara Fontanilla       | 1º luglio 2000 (23 anni)   | 8     | 0    | C.C. Mariners          |
| 23 | D    | Reina Bonta            | 17 aprile 1999 (24 anni)   | 11    | 0    | Santos                 |

 Svizzera
Selezionatrice:  Inka Grings
La lista delle 23 calciatrici convocate è stata comunicata il 4 luglio 2023. Amira Arfaoui ha sostituito Iman Beney, infortunatasi subito dopo la convocazione.
| N. | Pos. | Giocatore              | Data nascita (età)          | Pres. | Reti | Squadra               |
| -- | ---- | ---------------------- | --------------------------- | ----- | ---- | --------------------- |
| 1  | P    | Gaëlle Thalmann        | 18 gennaio 1986 (37 anni)   | 104   | 0    | Betis                 |
| 2  | D    | Julia Stierli          | 3 aprile 1997 (26 anni)     | 27    | 1    | Zurigo                |
| 3  | D    | Lara Marti             | 21 settembre 1999 (23 anni) | 11    | 0    | Bayer Leverkusen      |
| 4  | D    | Laura Felber           | 17 agosto 2001 (21 anni)    | 1     | 0    | Servette Chênois      |
| 5  | D    | Noelle Maritz          | 23 dicembre 1995 (27 anni)  | 102   | 2    | Arsenal               |
| 6  | C    | Géraldine Reuteler     | 21 aprile 1999 (24 anni)    | 53    | 11   | Eintracht Francoforte |
| 7  | A    | Amira Arfaoui          | 8 agosto 1999 (23 anni)     | 1     | 0    | Bayer Leverkusen      |
| 8  | D    | Nadine Riesen          | 11 aprile 2000 (23 anni)    | 7     | 0    | Zurigo                |
| 9  | A    | Ana-Maria Crnogorčević | 3 ottobre 1990 (32 anni)    | 145   | 70   | Barcellona            |
| 10 | A    | Ramona Bachmann        | 25 dicembre 1990 (32 anni)  | 131   | 57   | Paris Saint-Germain   |
| 11 | C    | Coumba Sow             | 27 agosto 1994 (28 anni)    | 34    | 13   | Servette Chênois      |
| 12 | P    | Livia Peng             | 14 marzo 2002 (21 anni)     | 2     | 0    | Levante               |
| 13 | C    | Lia Wälti              | 19 aprile 1993 (30 anni)    | 108   | 5    | Arsenal               |
| 14 | C    | Marion Rey             | 1º marzo 1999 (24 anni)     | 4     | 0    | Zurigo                |
| 15 | D    | Luana Bühler           | 28 aprile 1996 (27 anni)    | 38    | 1    | Hoffenheim            |
| 16 | C    | Sandrine Mauron        | 19 dicembre 1996 (26 anni)  | 31    | 2    | Servette Chênois      |
| 17 | C    | Seraina Piubel         | 2 giugno 2000 (23 anni)     | 5     | 1    | Zurigo                |
| 18 | D    | Viola Calligaris       | 17 marzo 1996 (27 anni)     | 43    | 5    | Levante               |
| 19 | D    | Eseosa Aigbogun        | 23 maggio 1993 (30 anni)    | 81    | 3    | Paris FC              |
| 20 | A    | Fabienne Humm          | 20 dicembre 1986 (36 anni)  | 78    | 25   | Zurigo                |
| 22 | A    | Meriame Terchoun       | 27 ottobre 1995 (27 anni)   | 20    | 2    | Digione               |
| 21 | P    | Seraina Friedli        | 20 marzo 1993 (30 anni)     | 10    | 0    | Zurigo                |
| 23 | A    | Alisha Lehmann         | 21 gennaio 1999 (24 anni)   | 37    | 6    | Aston Villa           |

## Gruppo B
Australia
Selezionatore:  Tony Gustavsson
La lista delle 23 calciatrici convocate è stata comunicata il 3 luglio 2023.
| N. | Pos. | Giocatore          | Data nascita (età)          | Pres. | Reti | Squadra           |
| -- | ---- | ------------------ | --------------------------- | ----- | ---- | ----------------- |
| 1  | P    | Lydia Williams     | 13 maggio 1988 (35 anni)    | 102   | 0    | Brighton & Hove   |
| 2  | D    | Courtney Nevin     | 12 febbraio 2002 (21 anni)  | 22    | 0    | Leicester City    |
| 3  | D    | Aivi Luik          | 18 marzo 1985 (38 anni)     | 42    | 1    | Häcken            |
| 4  | D    | Clare Polkinghorne | 1º febbraio 1989 (34 anni)  | 156   | 16   | Vittsjö GIK       |
| 5  | A    | Cortnee Vine       | 9 aprile 1998 (25 anni)     | 16    | 3    | Sydney FC         |
| 6  | C    | Clare Wheeler      | 14 gennaio 1998 (25 anni)   | 14    | 0    | Everton           |
| 7  | D    | Stephanie Catley   | 26 gennaio 1994 (29 anni)   | 109   | 3    | Arsenal           |
| 8  | C    | Alexandra Chidiac  | 15 gennaio 1999 (24 anni)   | 27    | 2    | Racing Louisville |
| 9  | A    | Caitlin Foord      | 11 novembre 1994 (28 anni)  | 108   | 29   | Arsenal           |
| 10 | C    | Emily van Egmond   | 12 luglio 1993 (30 anni)    | 127   | 30   | San Diego Wave    |
| 11 | A    | Mary Fowler        | 14 febbraio 2003 (20 anni)  | 36    | 9    | Manchester City   |
| 12 | P    | Teagan Micah       | 20 ottobre 1997 (25 anni)   | 14    | 0    | Rosengård         |
| 13 | C    | Tameka Yallop      | 16 giugno 1991 (32 anni)    | 112   | 12   | Brann             |
| 14 | D    | Alanna Kennedy     | 21 gennaio 1995 (28 anni)   | 108   | 8    | Manchester City   |
| 15 | D    | Clare Hunt         | 12 marzo 1999 (24 anni)     | 5     | 0    | West. Sydney W.   |
| 16 | A    | Hayley Raso        | 5 settembre 1994 (28 anni)  | 70    | 12   | Svincolata        |
| 17 | A    | Kyah Simon         | 25 giugno 1991 (32 anni)    | 111   | 29   | Svincolata        |
| 18 | P    | Mackenzie Arnold   | 25 febbraio 1994 (29 anni)  | 34    | 0    | West Ham          |
| 19 | C    | Katrina Gorry      | 13 agosto 1992 (30 anni)    | 93    | 17   | Vittsjö GIK       |
| 20 | A    | Samantha Kerr      | 10 settembre 1993 (29 anni) | 120   | 63   | Chelsea           |
| 21 | D    | Ellie Carpenter    | 28 aprile 2000 (23 anni)    | 61    | 3    | Olympique Lione   |
| 22 | D    | Charlotte Grant    | 12 settembre 2001 (21 anni) | 18    | 1    | Vittsjö GIK       |
| 23 | C    | Kyra Cooney-Cross  | 15 febbraio 2002 (21 anni)  | 27    | 0    | Hammarby          |

 Canada
Selezionatrice:  Bev Priestman
La lista delle 23 calciatrici convocate è stata comunicata il 9 giugno 2023.
| N. | Pos. | Giocatore          | Data nascita (età)          | Pres. | Reti | Squadra                  |
| -- | ---- | ------------------ | --------------------------- | ----- | ---- | ------------------------ |
| 1  | P    | Kailen Sheridan    | 16 luglio 1995 (28 anni)    | 35    | 0    | San Diego Wave           |
| 2  | D    | Allysha Chapman    | 25 gennaio 1989 (34 anni)   | 96    | 2    | Houston Dash             |
| 3  | D    | Kadeisha Buchanan  | 5 novembre 1995 (27 anni)   | 131   | 4    | Chelsea                  |
| 4  | D    | Shelina Zadorsky   | 24 ottobre 1992 (30 anni)   | 89    | 4    | Tottenham                |
| 5  | C    | Quinn              | 11 agosto 1995 (27 anni)    | 89    | 5    | Seattle Reign            |
| 6  | A    | Deanne Rose        | 3 marzo 1999 (24 anni)      | 73    | 10   | Reading                  |
| 7  | C    | Julia Grosso       | 29 agosto 2000 (22 anni)    | 50    | 3    | Juventus                 |
| 8  | D    | Jayde Riviere      | 22 gennaio 2001 (22 anni)   | 37    | 1    | Manchester United        |
| 9  | A    | Jordyn Huitema     | 8 maggio 2001 (22 anni)     | 64    | 16   | Seattle Reign            |
| 10 | D    | Ashley Lawrence    | 11 giugno 1995 (28 anni)    | 117   | 8    | Paris Saint-Germain      |
| 11 | A    | Evelyne Viens      | 6 febbraio 1997 (26 anni)   | 18    | 4    | Kristianstads DFF        |
| 12 | A    | Christine Sinclair | 12 giugno 1983 (40 anni)    | 323   | 190  | Portland Thorns          |
| 13 | C    | Sophie Schmidt     | 28 giugno 1988 (35 anni)    | 221   | 20   | Houston Dash             |
| 14 | D    | Vanessa Gilles     | 11 marzo 1996 (27 anni)     | 25    | 3    | Olympique Lione          |
| 15 | A    | Nichelle Prince    | 19 febbraio 1995 (28 anni)  | 90    | 13   | Houston Dash             |
| 16 | D    | Gabrielle Carle    | 12 ottobre 1998 (24 anni)   | 36    | 1    | Washington Spirit        |
| 17 | C    | Jessie Fleming     | 11 marzo 1998 (25 anni)     | 115   | 19   | Chelsea                  |
| 18 | P    | Sabrina D'Angelo   | 11 maggio 1993 (30 anni)    | 13    | 0    | Arsenal                  |
| 19 | A    | Adriana Leon       | 2 ottobre 1992 (30 anni)    | 96    | 28   | Portland Thorns          |
| 20 | A    | Cloé Lacasse       | 7 luglio 1993 (30 anni)     | 19    | 1    | Arsenal                  |
| 21 | C    | Simi Awujo         | 23 settembre 2003 (19 anni) | 6     | 0    | USC Trojans              |
| 22 | P    | Lysianne Proulx    | 17 aprile 1999 (24 anni)    | 0     | 0    | Torreense                |
| 23 | A    | Olivia Smith       | 5 agosto 2004 (18 anni)     | 2     | 0    | Penn State Nittany Lions |

 Nigeria
Selezionatore:  Randy Waldrum
La lista delle 23 calciatrici convocate è stata comunicata il 16 giugno 2023.
| N. | Pos. | Giocatore          | Data nascita (età)          | Pres. | Reti | Squadra                   |
| -- | ---- | ------------------ | --------------------------- | ----- | ---- | ------------------------- |
| 1  | P    | Tochukwu Oluehi    | 2 maggio 1987 (36 anni)     |       |      | Hakkarigücü Spor          |
| 2  | D    | Ashleigh Plumptre  | 8 maggio 1998 (25 anni)     | 11    | 0    | Leicester City            |
| 3  | D    | Osinachi Ohale     | 21 dicembre 1991 (31 anni)  | 59    | 2    | Alavés                    |
| 4  | D    | Glory Ogbonna      | 25 dicembre 1998 (24 anni)  | 22    | 0    | Beşiktaş                  |
| 5  | D    | Onome Ebi          | 8 maggio 1983 (40 anni)     | 107   | 3    | Abia Angels               |
| 6  | A    | Ifeoma Onumonu     | 25 febbraio 1994 (29 anni)  | 14    | 4    | Gotham                    |
| 7  | C    | Toni Payne         | 22 aprile 1995 (28 anni)    | 23    | 1    | Siviglia                  |
| 8  | A    | Asisat Oshoala     | 9 ottobre 1994 (28 anni)    | 41    | 30   | Barcellona                |
| 9  | A    | Desire Oparanozie  | 17 dicembre 1993 (29 anni)  | 38    | 20   | Wuhan Jianghan University |
| 10 | C    | Christy Ucheibe    | 25 dicembre 2000 (22 anni)  | 10    | 1    | Benfica                   |
| 11 | A    | Gift Monday        | 9 dicembre 2001 (21 anni)   | 12    | 2    | Granadilla Tenerife       |
| 12 | A    | Uchenna Kanu       | 27 giugno 1997 (26 anni)    | 18    | 6    | Racing Louisville         |
| 13 | C    | Deborah Abiodun    | 2 novembre 2003 (19 anni)   | 3     | 0    | Rivers Angels             |
| 14 | D    | Oluwatosin Demehin | 13 marzo 2002 (21 anni)     | 8     | 0    | Stade Reims               |
| 15 | C    | Rasheedat Ajibade  | 8 dicembre 1999 (23 anni)   | 26    | 9    | Atlético Madrid           |
| 16 | P    | Chiamaka Nnadozie  | 8 dicembre 2000 (22 anni)   | 19    | 0    | Paris FC                  |
| 17 | A    | Francisca Ordega   | 19 ottobre 1993 (29 anni)   | 34    | 7    | CSKA Mosca                |
| 18 | C    | Halimatu Ayinde    | 16 maggio 1995 (28 anni)    | 12    | 0    | Rosengård                 |
| 19 | C    | Jennifer Echegini  | 22 marzo 2001 (22 anni)     | 6     | 1    | FSU Seminoles             |
| 20 | D    | Rofiat Imuran      | 17 giugno 2004 (19 anni)    | 7     | 0    | Stade Reims               |
| 21 | A    | Esther Okoronkwo   | 27 marzo 1997 (26 anni)     | 9     | 3    | Saint-Étienne             |
| 22 | D    | Michelle Alozie    | 28 aprile 1997 (26 anni)    | 21    | 1    | Houston Dash              |
| 23 | P    | Yewande Balogun    | 28 settembre 1989 (33 anni) | 1     | 0    | Saint-Étienne             |

 Irlanda
Selezionatrice:  Vera Pauw
La lista delle 23 calciatrici convocate è stata comunicata il 28 giugno 2023.
| N. | Pos. | Giocatore         | Data nascita (età)          | Pres. | Reti | Squadra               |
| -- | ---- | ----------------- | --------------------------- | ----- | ---- | --------------------- |
| 1  | P    | Courtney Brosnan  | 10 novembre 1995 (27 anni)  | 21    | 0    | Everton               |
| 2  | D    | Claire O'Riordan  | 12 ottobre 1994 (28 anni)   | 17    | 0    | Celtic                |
| 3  | D    | Chloe Mustaki     | 29 luglio 1995 (27 anni)    | 5     | 0    | Bristol City          |
| 4  | D    | Louise Quinn      | 17 giugno 1990 (33 anni)    | 103   | 15   | Birmingham City       |
| 5  | D    | Niamh Fahey       | 13 ottobre 1987 (35 anni)   | 106   | 1    | Liverpool             |
| 6  | C    | Megan Connolly    | 7 marzo 1997 (26 anni)      | 38    | 4    | Brighton & Hove       |
| 7  | D    | Diane Caldwell    | 11 settembre 1988 (34 anni) | 95    | 3    | Reading               |
| 8  | C    | Ruesha Littlejohn | 3 luglio 1990 (33 anni)     | 71    | 3    | Aston Villa           |
| 9  | A    | Amber Barrett     | 16 gennaio 1996 (27 anni)   | 35    | 5    | Standard Liegi        |
| 10 | C    | Denise O'Sullivan | 4 febbraio 1994 (29 anni)   | 101   | 19   | N. Carolina Courage   |
| 11 | C    | Katie McCabe      | 21 settembre 1995 (27 anni) | 72    | 18   | Arsenal               |
| 12 | C    | Lily Agg          | 17 dicembre 1993 (29 anni)  | 7     | 2    | London City Lionesses |
| 13 | D    | Áine O'Gorman     | 13 maggio 1989 (34 anni)    | 117   | 13   | Shamrock Rovers       |
| 14 | D    | Heather Payne     | 20 gennaio 2000 (23 anni)   | 34    | 1    | FSU Seminoles         |
| 15 | C    | Lucy Quinn        | 29 settembre 1993 (29 anni) | 13    | 2    | Birmingham City       |
| 16 | P    | Grace Moloney     | 1º marzo 1993 (30 anni)     | 6     | 0    | Reading               |
| 17 | C    | Sinead Farrelly   | 16 novembre 1989 (33 anni)  | 1     | 0    | Gotham                |
| 18 | A    | Kyra Carusa       | 14 novembre 1995 (27 anni)  | 11    | 2    | London City Lionesses |
| 19 | A    | Abbie Larkin      | 27 aprile 2005 (18 anni)    | 6     | 1    | Shamrock Rovers       |
| 20 | A    | Marissa Sheva     | 22 aprile 1997 (26 anni)    | 3     | 0    | Washington Spirit     |
| 21 | C    | Ciara Grant       | 11 giugno 1993 (30 anni)    | 17    | 0    | Hearts                |
| 22 | D    | Isibeal Atkinson  | 17 luglio 2001 (22 anni)    | 4     | 0    | West Ham              |
| 23 | P    | Megan Walsh       | 12 novembre 1994 (28 anni)  | 1     | 0    | Brighton & Hove       |

## Gruppo C
Costa Rica
Selezionatrice: Amelia Valverde
La lista delle 23 calciatrici convocate è stata comunicata il 6 luglio 2023.
| N. | Pos. | Giocatore            | Data nascita (età)         | Pres. | Reti | Squadra           |
| -- | ---- | -------------------- | -------------------------- | ----- | ---- | ----------------- |
| 1  | P    | Génesis Pérez        | 4 maggio 2005 (18 anni)    |       |      | UCF Knights       |
| 2  | D    | Gabriela Guillén     | 1º marzo 1992 (31 anni)    |       |      | Alajuelense       |
| 3  | D    | María Coto           | 2 marzo 1998 (25 anni)     |       |      | Alajuelense       |
| 4  | D    | Mariana Benavides    | 26 dicembre 1994 (28 anni) |       |      | Saprissa          |
| 5  | D    | Valeria del Campo    | 15 febbraio 2000 (23 anni) |       |      | Monterrey         |
| 6  | D    | Carol Sánchez        | 16 aprile 1986 (37 anni)   |       |      | Sporting San José |
| 7  | C    | Melissa Herrera      | 10 ottobre 1996 (26 anni)  |       |      | Bordeaux          |
| 8  | C    | Mariela Campos       | 4 gennaio 1991 (32 anni)   |       |      | Saprissa          |
| 9  | A    | María Paula Salas    | 12 luglio 2002 (21 anni)   |       |      | Monterrey         |
| 10 | C    | Gloriana Villalobos  | 20 agosto 1999 (23 anni)   |       |      | Saprissa          |
| 11 | C    | Raquel Rodríguez     | 28 ottobre 1993 (29 anni)  |       |      | Portland Thorns   |
| 12 | D    | María Paula Elizondo | 30 novembre 1998 (24 anni) |       |      | Saprissa          |
| 13 | C    | Emilie Valenciano    | 15 febbraio 1997 (26 anni) |       |      | Asheville City    |
| 14 | A    | Priscila Chinchilla  | 11 luglio 2001 (22 anni)   |       |      | Glasgow City      |
| 15 | C    | Cristin Granados     | 19 agosto 1989 (33 anni)   |       |      | Sporting San José |
| 16 | C    | Katherine Alvarado   | 11 aprile 1991 (32 anni)   |       |      | Saprissa          |
| 17 | A    | Sofía Varela         | 28 marzo 1998 (25 anni)    |       |      | Santos Laguna     |
| 18 | P    | Priscilla Tapia      | 2 maggio 1991 (32 anni)    |       |      | Saprissa          |
| 19 | C    | Alexandra Pinell     | 18 ottobre 2002 (20 anni)  |       |      | Alajuelense       |
| 20 | D    | Fabiola Villalobos   | 13 marzo 1998 (25 anni)    |       |      | Alajuelense       |
| 21 | C    | Sheika Scott         | 22 ottobre 2006 (16 anni)  |       |      | Alajuelense       |
| 22 | A    | Catalina Estrada     | 11 ottobre 1998 (24 anni)  |       |      | Saprissa          |
| 23 | P    | Daniela Solera       | 21 luglio 1997 (25 anni)   |       |      | Sporting San José |

 Giappone
Selezionatore: Futoshi Ikeda
La lista delle 23 calciatrici convocate è stata comunicata il 13 giugno 2023.
| N. | Pos. | Giocatore       | Data nascita (età)          | Pres. | Reti | Squadra            |
| -- | ---- | --------------- | --------------------------- | ----- | ---- | ------------------ |
| 1  | P    | Ayaka Yamashita | 29 settembre 1995 (27 anni) | 55    | 0    | INAC Kobe Leonessa |
| 2  | D    | Risa Shimizu    | 15 giugno 1996 (27 anni)    | 59    | 1    | West Ham           |
| 3  | D    | Moeka Minami    | 7 dicembre 1998 (24 anni)   | 31    | 1    | Roma               |
| 4  | D    | Saki Kumagai    | 17 ottobre 1990 (32 anni)   | 133   | 3    | Roma               |
| 5  | D    | Shiori Miyake   | 13 ottobre 1995 (27 anni)   | 35    | 0    | INAC Kobe Leonessa |
| 6  | C    | Hina Sugita     | 31 gennaio 1997 (26 anni)   | 35    | 2    | Portland Thorns    |
| 7  | C    | Hinata Miyazawa | 28 novembre 1999 (23 anni)  | 20    | 4    | Mynavi Sendai      |
| 8  | C    | Hikaru Naomoto  | 3 marzo 1994 (29 anni)      | 31    | 2    | Urawa Reds         |
| 9  | A    | Riko Ueki       | 30 luglio 1999 (23 anni)    | 17    | 8    | Tokyo Verdy Beleza |
| 10 | C    | Fūka Nagano     | 9 marzo 1999 (23 anni)      | 30    | 2    | Liverpool          |
| 11 | A    | Mina Tanaka     | 28 aprile 1994 (29 anni)    | 62    | 23   | INAC Kobe Leonessa |
| 12 | D    | Hana Takahashi  | 19 febbraio 2000 (23 anni)  | 13    | 1    | Urawa Reds         |
| 13 | C    | Jun Endō        | 24 maggio 2000 (23 anni)    | 31    | 3    | Angel City         |
| 14 | C    | Yui Hasegawa    | 29 gennaio 1997 (26 anni)   | 63    | 14   | Manchester City    |
| 15 | C    | Aoba Fujino     | 27 gennaio 2004 (19 anni)   | 7     | 0    | Tokyo Verdy Beleza |
| 16 | C    | Honoka Hayashi  | 19 maggio 1998 (24 anni)    | 22    | 0    | West Ham           |
| 17 | D    | Kiko Seike      | 8 agosto 1996 (26 anni)     | 7     | 2    | Urawa Reds         |
| 18 | P    | Momoko Tanaka   | 17 marzo 2000 (23 anni)     | 5     | 0    | Tokyo Verdy Beleza |
| 19 | D    | Miyabi Moriya   | 22 agosto 1996 (26 anni)    | 0     | 0    | INAC Kobe Leonessa |
| 20 | A    | Maika Hamano    | 9 maggio 2004 (19 anni)     | 3     | 0    | Hammarby           |
| 21 | P    | Chika Hirao     | 31 dicembre 1996 (26 anni)  | 4     | 0    | Albirex Niigata    |
| 22 | A    | Remina Chiba    | 30 aprile 1999 (24 anni)    | 4     | 2    | JEF United         |
| 23 | D    | Rion Ishikawa   | 4 luglio 2003 (20 anni)     | 1     | 0    | Urawa Reds         |

 Spagna
Selezionatore: Jorge Vilda
La lista delle 23 calciatrici convocate è stata comunicata il 30 giugno 2023. La numerazione è stata ufficializzata il 2 luglio 2023.
| N. | Pos. | Giocatore            | Data nascita (età)          | Pres. | Reti | Squadra           |
| -- | ---- | -------------------- | --------------------------- | ----- | ---- | ----------------- |
| 1  | P    | Misa Rodríguez       | 23 luglio 1999 (23 anni)    | 12    | 0    | Real Madrid       |
| 2  | D    | Ona Batlle           | 10 giugno 1999 (24 anni)    | 28    | 0    | Manchester United |
| 3  | C    | Teresa Abelleira     | 9 gennaio 2000 (23 anni)    | 14    | 1    | Real Madrid       |
| 4  | D    | Irene Paredes        | 4 luglio 1991 (32 anni)     | 90    | 11   | Barcellona        |
| 5  | D    | Ivana Andrés         | 13 luglio 1994 (29 anni)    | 46    | 0    | Real Madrid       |
| 6  | C    | Aitana Bonmatí       | 18 gennaio 1998 (25 anni)   | 46    | 16   | Barcellona        |
| 7  | C    | Irene Guerrero       | 12 dicembre 1996 (26 anni)  | 22    | 4    | Atlético Madrid   |
| 8  | A    | Mariona Caldentey    | 19 marzo 1996 (27 anni)     | 54    | 19   | Barcellona        |
| 9  | A    | Esther González      | 8 dicembre 1992 (30 anni)   | 35    | 23   | Real Madrid       |
| 10 | C    | Jennifer Hermoso     | 9 maggio 1990 (33 anni)     | 97    | 48   | Pachuca           |
| 11 | C    | Alexia Putellas      | 4 febbraio 1994 (29 anni)   | 100   | 27   | Barcellona        |
| 12 | D    | Oihane Hernández     | 4 maggio 2000 (23 anni)     | 7     | 0    | Athletic Bilbao   |
| 13 | P    | Enith Salón          | 24 settembre 2001 (21 anni) | 2     | 0    | Valencia          |
| 14 | D    | Laia Codina          | 22 gennaio 2000 (23 anni)   | 3     | 1    | Barcellona        |
| 15 | A    | Eva Navarro          | 27 gennaio 2001 (22 anni)   | 8     | 2    | Atlético Madrid   |
| 16 | C    | María Pérez Rabaza   | 24 dicembre 2001 (21 anni)  | 2     | 0    | Barcellona B      |
| 17 | A    | Alba Redondo         | 27 agosto 1996 (26 anni)    | 26    | 11   | Levante           |
| 18 | A    | Salma Paralluelo     | 13 novembre 2003 (19 anni)  | 6     | 5    | Barcellona        |
| 19 | D    | Olga Carmona         | 12 giugno 2000 (23 anni)    | 22    | 1    | Real Madrid       |
| 20 | D    | Rocío Gálvez         | 14 aprile 1997 (26 anni)    | 8     | 0    | Real Madrid       |
| 21 | C    | Claudia Zornoza      | 29 ottobre 1990 (32 anni)   | 10    | 0    | Real Madrid       |
| 22 | A    | Athenea del Castillo | 24 ottobre 2000 (22 anni)   | 25    | 6    | Real Madrid       |
| 23 | P    | Cata Coll            | 23 aprile 2001 (22 anni)    | 0     | 0    | Barcellona        |

 Zambia
Selezionatore: Bruce Mwape
La lista delle 23 calciatrici convocate è stata comunicata il 3 luglio 2023. Il 13 luglio 2023 Leticia Lungu ha sostituito l'infortunata Hazel Nali. Il 21 luglio 2023 Comfort Selemani ha sostituito l'infortunata Grace Chanda.
| N. | Pos. | Giocatore          | Data nascita (età)          | Pres. | Reti | Squadra          |
| -- | ---- | ------------------ | --------------------------- | ----- | ---- | ---------------- |
| 1  | P    | Catherine Musonda  | 20 febbraio 1998 (25 anni)  |       |      | Tomiris-Turan    |
| 2  | D    | Judith Soko        | 31 marzo 2004 (19 anni)     |       |      | YASA             |
| 3  | D    | Lushomo Mweemba    | 10 aprile 2001 (22 anni)    |       |      | Green Buffaloes  |
| 4  | C    | Susan Banda        | 6 luglio 1990 (33 anni)     |       |      | Red Arrows       |
| 5  | D    | Mary Mulenga       | 11 aprile 1998 (25 anni)    |       |      | Red Arrows       |
| 6  | C    | Mary Wilombe       | 22 settembre 1997 (25 anni) |       |      | Red Arrows       |
| 7  | A    | Ochumba Lubandji   | 1º luglio 2001 (22 anni)    |       |      | Red Arrows       |
| 8  | D    | Margaret Belemu    | 24 febbraio 1997 (26 anni)  |       |      | Shanghai Shengli |
| 9  | C    | Hellen Mubanga     | 23 maggio 1995 (28 anni)    |       |      | Red Arrows       |
| 10 | A    | Comfort Selemani   | 28 novembre 2004 (18 anni)  |       |      | Lusaka Dynamos   |
| 11 | A    | Barbara Banda      | 20 marzo 2000 (23 anni)     |       |      | Shanghai Shengli |
| 12 | C    | Evarine Katongo    | 29 dicembre 2002 (20 anni)  |       |      | ZISD Women       |
| 13 | D    | Martha Tembo       | 8 marzo 1998 (25 anni)      |       |      | BIIK Kazygurt    |
| 14 | C    | Ireen Lungu        | 6 ottobre 1997 (25 anni)    |       |      | BIIK Kazygurt    |
| 15 | D    | Agness Musase      | 11 luglio 1997 (26 anni)    |       |      | Green Buffaloes  |
| 16 | P    | Leticia Lungu      | 7 agosto 2004 (18 anni)     |       |      | ZESCO United     |
| 17 | A    | Racheal Kundananji | 3 giugno 2000 (23 anni)     |       |      | Madrid CFF       |
| 18 | P    | Eunice Sakala      | 23 maggio 2002 (21 anni)    |       |      | Nkwazi Queens    |
| 19 | A    | Xiomara Mapepa     | 4 luglio 2002 (21 anni)     |       |      | Lusaka Dynamos   |
| 20 | C    | Hellen Chanda      | 16 giugno 1998 (25 anni)    |       |      | BIIK Kazygurt    |
| 21 | C    | Avell Chitundu     | 30 luglio 1997 (25 anni)    |       |      | ZESCO United     |
| 22 | D    | Esther Banda       | 21 novembre 2004 (18 anni)  |       |      | BUSA             |
| 23 | D    | Vast Phiri         | 3 febbraio 1996 (27 anni)   |       |      | ZESCO United     |

## Gruppo D
Cina
Selezionatrice: Shui Qingxia
La lista delle 23 calciatrici convocate è stata comunicata il 5 luglio 2023.
| N. | Pos. | Giocatore     | Data nascita (età)          | Pres. | Reti | Squadra                   |
| -- | ---- | ------------- | --------------------------- | ----- | ---- | ------------------------- |
| 1  | P    | Zhu Yu        | 23 luglio 1997 (25 anni)    | 10    | 0    | Wuhan Jianghan University |
| 2  | D    | Li Mengwen    | 28 marzo 1995 (28 anni)     | 17    | 0    | Jiangsu                   |
| 3  | D    | Dou Jiaxing   | 29 febbraio 2000 (23 anni)  | 2     | 0    | Jiangsu                   |
| 4  | D    | Wang Linlin   | 4 agosto 2000 (22 anni)     | 10    | 1    | Shanghai Shengli          |
| 5  | D    | Wu Haiyan     | 26 febbraio 1993 (30 anni)  | 129   | 3    | Wuhan Jianghan University |
| 6  | C    | Zhāng Xin     | 23 maggio 1992 (31 anni)    | 31    | 3    | Shanghai Shengli          |
| 7  | A    | Wang Shuang   | 23 gennaio 1995 (28 anni)   | 116   | 38   | Racing Louisville         |
| 8  | D    | Yao Wei       | 1º settembre 1997 (25 anni) | 31    | 3    | Wuhan Jianghan University |
| 9  | C    | Shen Mengyu   | 19 agosto 2001 (21 anni)    | 0     | 0    | Celtic                    |
| 10 | C    | Zhang Rui     | 17 gennaio 1989 (34 anni)   | 161   | 24   | Wuhan Jianghan University |
| 11 | A    | Wang Shanshan | 27 gennaio 1990 (33 anni)   | 152   | 58   | Wuhan Jianghan University |
| 12 | P    | Xu Huan       | 6 marzo 1999 (24 anni)      | 4     | 0    | Jiangsu                   |
| 13 | C    | Yang Lina     | 13 aprile 1994 (29 anni)    | 29    | 2    | Shanghai Shengli          |
| 14 | D    | Lou Jiahui    | 26 maggio 1991 (32 anni)    | 111   | 5    | Henan Jianye              |
| 15 | D    | Chen Qiaozhu  | 8 settembre 1999 (23 anni)  | 4     | 0    | Guangzhou                 |
| 16 | C    | Yao Lingwei   | 5 dicembre 1995 (27 anni)   | 16    | 0    | Wuhan Jianghan University |
| 17 | C    | Wu Chengshu   | 26 agosto 1996 (26 anni)    | 13    | 1    | Canberra United           |
| 18 | A    | Tang Jiali    | 16 marzo 1995 (28 anni)     | 58    | 12   | Shanghai Shengli          |
| 19 | C    | Zhang Linyan  | 16 gennaio 2001 (22 anni)   | 14    | 2    | Wuhan Jianghan University |
| 20 | A    | Xiao Yuyi     | 10 gennaio 1996 (27 anni)   | 42    | 7    | Shanghai Shengli          |
| 21 | C    | Gu Yasha      | 28 novembre 1990 (32 anni)  | 121   | 13   | Wuhan Jianghan University |
| 22 | P    | Pan Hongyan   | 30 dicembre 2004 (18 anni)  | 0     | 0    | Beijing                   |
| 23 | D    | Gao Chen      | 11 agosto 1992 (30 anni)    | 29    | 0    | Changchun Dazhong Zhuoyue |

 Danimarca
Selezionatore: Lars Søndergaard
La lista delle 23 calciatrici convocate è stata comunicata il 30 giugno 2023. Il 15 luglio 2023 Sara Thrige Andersen ha sostituito l'infortunata Sofie Junge Pedersen.
| N. | Pos. | Giocatore                 | Data nascita (età)          | Pres. | Reti | Squadra             |
| -- | ---- | ------------------------- | --------------------------- | ----- | ---- | ------------------- |
| 1  | P    | Lene Christensen          | 4 febbraio 2000 (23 anni)   | 20    | 0    | Rosenborg           |
| 2  | C    | Josefine Hasbo            | 20 novembre 2001 (21 anni)  | 8     | 2    | Harvard Crimson     |
| 3  | D    | Stine Ballisager Pedersen | 3 gennaio 1994 (29 anni)    | 43    | 3    | Vålerenga           |
| 4  | D    | Rikke Sevecke             | 15 giugno 1996 (27 anni)    | 48    | 5    | Everton             |
| 5  | D    | Simone Boye Sørensen      | 3 marzo 1992 (31 anni)      | 83    | 5    | Hammarby            |
| 6  | C    | Karen Holmgaard           | 28 gennaio 1999 (24 anni)   | 26    | 3    | Everton             |
| 7  | C    | Sanne Troelsgaard Nielsen | 15 agosto 1988 (34 anni)    | 176   | 55   | Reading             |
| 8  | C    | Emma Snerle               | 23 marzo 2001 (22 anni)     | 28    | 2    | West Ham            |
| 9  | A    | Amalie Vangsgaard         | 26 novembre 1996 (26 anni)  | 9     | 0    | Paris Saint-Germain |
| 10 | A    | Pernille Harder           | 15 novembre 1992 (30 anni)  | 140   | 70   | Bayern Monaco       |
| 11 | D    | Katrine Veje              | 19 giugno 1991 (32 anni)    | 144   | 9    | Everton             |
| 12 | C    | Kathrine Møller Kühl      | 5 luglio 2003 (20 anni)     | 26    | 1    | Arsenal             |
| 13 | C    | Sara Thrige Andersen      | 15 maggio 1996 (27 anni)    | 26    | 2    | Milan               |
| 14 | C    | Nicoline Sørensen         | 15 agosto 1997 (25 anni)    | 49    | 8    | Everton             |
| 15 | D    | Frederikke Thøgersen      | 24 luglio 1995 (27 anni)    | 62    | 1    | Inter               |
| 16 | P    | Kathrine Larsen           | 5 maggio 1993 (30 anni)     | 8     | 0    | Brøndby             |
| 17 | A    | Rikke Marie Madsen        | 9 agosto 1997 (25 anni)     | 24    | 1    | N. Carolina Courage |
| 18 | D    | Luna Gevitz               | 3 marzo 1994 (29 anni)      | 21    | 0    | Montpellier         |
| 19 | C    | Janni Thomsen             | 16 febbraio 2000 (23 anni)  | 27    | 4    | Vålerenga           |
| 20 | A    | Signe Bruun               | 6 aprile 1998 (25 anni)     | 32    | 18   | Olympique Lione     |
| 21 | A    | Mille Gejl                | 23 settembre 1999 (23 anni) | 24    | 7    | N. Carolina Courage |
| 22 | P    | Maja Bay Østergaard       | 28 marzo 1998 (25 anni)     | 2     | 0    | Thy-Thisted Q       |
| 23 | D    | Sofie Svava               | 11 agosto 2000 (22 anni)    | 40    | 3    | Real Madrid         |

 Inghilterra
Selezionatrice:  Sarina Wiegman
La lista delle 23 calciatrici convocate è stata comunicata il 31 maggio 2023. La numerazione è stata ufficializzata il 3 luglio 2023.
| N. | Pos. | Giocatore        | Data nascita (età)          | Pres. | Reti | Squadra           |
| -- | ---- | ---------------- | --------------------------- | ----- | ---- | ----------------- |
| 1  | P    | Mary Earps       | 7 marzo 1993 (30 anni)      | 33    | -11  | Manchester United |
| 2  | D    | Lucy Bronze      | 28 ottobre 1991 (31 anni)   | 104   | 12   | Barcellona        |
| 3  | D    | Niamh Charles    | 21 giugno 1999 (24 anni)    | 6     | 0    | Chelsea           |
| 4  | C    | Keira Walsh      | 8 aprile 1997 (26 anni)     | 58    | 0    | Barcellona        |
| 5  | D    | Alex Greenwood   | 7 settembre 1993 (29 anni)  | 74    | 5    | Manchester City   |
| 6  | D    | Millie Bright    | 21 agosto 1993 (29 anni)    | 66    | 5    | Chelsea           |
| 7  | A    | Lauren James     | 29 settembre 2001 (21 anni) | 10    | 1    | Chelsea           |
| 8  | C    | Georgia Stanway  | 3 gennaio 1999 (24 anni)    | 48    | 15   | Bayern Monaco     |
| 9  | A    | Rachel Daly      | 6 dicembre 1991 (31 anni)   | 68    | 13   | Aston Villa       |
| 10 | C    | Ella Toone       | 2 settembre 1999 (23 anni)  | 31    | 16   | Manchester United |
| 11 | A    | Lauren Hemp      | 7 agosto 2000 (22 anni)     | 37    | 10   | Manchester City   |
| 12 | C    | Jordan Nobbs     | 8 dicembre 1992 (30 anni)   | 71    | 8    | Aston Villa       |
| 13 | P    | Hannah Hampton   | 16 novembre 2000 (22 anni)  | 2     | 0    | Aston Villa       |
| 14 | D    | Lotte Wubben-Moy | 11 gennaio 1999 (24 anni)   | 10    | 0    | Arsenal           |
| 15 | D    | Esme Morgan      | 18 ottobre 2000 (22 anni)   | 4     | 0    | Manchester City   |
| 16 | D    | Jess Carter      | 27 ottobre 1997 (25 anni)   | 17    | 1    | Chelsea           |
| 17 | C    | Laura Coombs     | 29 gennaio 1991 (32 anni)   | 4     | 0    | Manchester City   |
| 18 | A    | Chloe Kelly      | 15 gennaio 1998 (25 anni)   | 25    | 6    | Manchester City   |
| 19 | A    | Bethany England  | 3 giugno 1994 (29 anni)     | 21    | 11   | Tottenham         |
| 20 | C    | Katie Zelem      | 20 gennaio 1996 (27 anni)   | 7     | 0    | Manchester United |
| 21 | P    | Ellie Roebuck    | 23 settembre 1999 (23 anni) | 11    | -7   | Manchester City   |
| 22 | A    | Katie Robinson   | 8 agosto 2002 (20 anni)     | 4     | 0    | Brighton & Hove   |
| 23 | A    | Alessia Russo    | 8 febbraio 1999 (24 anni)   | 21    | 11   | Manchester United |

 Haiti
Selezionatore:  Nicolas Delépine
La lista delle 23 calciatrici convocate è stata comunicata l'11 luglio 2023.
| N. | Pos. | Giocatore           | Data nascita (età)          | Pres. | Reti | Squadra                 |
| -- | ---- | ------------------- | --------------------------- | ----- | ---- | ----------------------- |
| 1  | P    | Kerly Théus         | 7 gennaio 1999 (24 anni)    | 5     | 0    | FC Miami City           |
| 2  | D    | Chelsea Surpris     | 20 dicembre 1996 (26 anni)  | 13    | 2    | Grenoble                |
| 3  | D    | Jennyfer Limage     | 25 dicembre 1997 (25 anni)  | 12    | 0    | Grenoble                |
| 4  | D    | Tabita Joseph       | 13 settembre 2003 (19 anni) | 6     | 0    | Brest                   |
| 5  | D    | Maudeline Moryl     | 24 gennaio 2003 (20 anni)   | 10    | 2    | Grenoble                |
| 6  | C    | Melchie Dumornay    | 17 agosto 2003 (19 anni)    | 15    | 9    | Stade Reims             |
| 7  | A    | Batcheba Louis      | 15 giugno 1997 (26 anni)    | 16    | 23   | Fleury                  |
| 8  | C    | Danielle Etienne    | 16 gennaio 2001 (22 anni)   | 9     | 1    | Fordham Rams            |
| 9  | C    | Sherly Jeudy        | 13 ottobre 1998 (24 anni)   | 17    | 4    | Grenoble                |
| 10 | A    | Nérilia Mondésir    | 17 gennaio 1999 (24 anni)   | 16    | 18   | Montpellier             |
| 11 | A    | Roseline Éloissaint | 20 febbraio 1999 (24 anni)  | 11    | 5    | Nantes                  |
| 12 | P    | Nahomie Ambroise    | 13 novembre 2003 (19 anni)  | 4     | 0    | Little Haiti FC         |
| 13 | D    | Betina Petit-Frère  | 01 agosto 2003 (19 anni)    | 8     | 0    | Brest                   |
| 14 | D    | Esthericove Joseph  | 5 febbraio 2003 (20 anni)   | 1     | 0    | Exafoot                 |
| 15 | A    | Darlina Joseph      | 15 dicembre 2003 (19 anni)  | 4     | 0    | Grenoble                |
| 16 | D    | Milan Pierre-Jérôme | 23 aprile 2002 (21 anni)    | 9     | 2    | George Mason Patriots   |
| 17 | A    | Shwendesky Joseph   | 18 novembre 1997 (25 anni)  | 1     | 0    | Zenit San Pietroburgo   |
| 18 | C    | Noa Ganthier        | 13 ottobre 2002 (20 anni)   | 2     | 0    | Weston FC               |
| 19 | C    | Dayana Pierre-Louis | 24 settembre 2003 (19 anni) | 2     | 0    | Issy                    |
| 20 | D    | Kethna Louis        | 5 agosto 1996 (26 anni)     | 15    | 4    | Montpellier             |
| 21 | D    | Ruthny Mathurin     | 14 gennaio 2001 (22 anni)   | 10    | 0    | Louisiana Ragin' Cajuns |
| 22 | A    | Roselord Borgella   | 1º aprile 1993 (30 anni)    | 25    | 20   | Digione                 |
| 23 | P    | Lara Larco          | 27 novembre 2002 (20 anni)  | 4     | 0    | Georgetown Hoyas        |

## Gruppo E
Paesi Bassi
Selezionatore: Andries Jonker
La lista delle 23 calciatrici convocate è stata comunicata il 30 giugno 2023..
| N. | Pos. | Giocatore              | Data nascita (età)         | Pres. | Reti | Squadra             |
| -- | ---- | ---------------------- | -------------------------- | ----- | ---- | ------------------- |
| 1  | P    | Daphne van Domselaar   | 6 marzo 2000 (23 anni)     | 13    | 0    | Twente              |
| 2  | D    | Lynn Wilms             | 10 marzo 2000 (23 anni)    | 34    | 1    | Wolfsburg           |
| 3  | D    | Stefanie van der Gragt | 16 agosto 1992 (30 anni)   | 101   | 12   | Svincolata          |
| 4  | D    | Aniek Nouwen           | 9 marzo 1999 (24 anni)     | 40    | 2    | Chelsea             |
| 5  | D    | Merel van Dongen       | 11 febbraio 1993 (30 anni) | 60    | 2    | Atlético Madrid     |
| 6  | C    | Jill Roord             | 22 aprile 1997 (26 anni)   | 86    | 21   | Manchester City     |
| 7  | A    | Lineth Beerensteyn     | 11 ottobre 1996 (26 anni)  | 90    | 24   | Juventus            |
| 8  | C    | Sherida Spitse         | 29 maggio 1990 (33 anni)   | 215   | 43   | Ajax                |
| 9  | A    | Katja Snoeijs          | 31 agosto 1996 (26 anni)   | 15    | 9    | Everton             |
| 10 | C    | Daniëlle van de Donk   | 5 agosto 1991 (31 anni)    | 139   | 34   | Olympique Lione     |
| 11 | A    | Lieke Martens          | 16 dicembre 1992 (30 anni) | 144   | 59   | Paris Saint-Germain |
| 12 | C    | Jill Baijings          | 23 febbraio 2001 (22 anni) | 7     | 0    | Bayern Monaco       |
| 13 | A    | Renate Jansen          | 7 dicembre 1990 (32 anni)  | 55    | 4    | Twente              |
| 14 | C    | Jackie Groenen         | 17 dicembre 1994 (28 anni) | 97    | 9    | Paris Saint-Germain |
| 15 | D    | Caitlin Dijkstra       | 30 gennaio 1999 (24 anni)  | 10    | 1    | Twente              |
| 16 | P    | Lize Kop               | 17 marzo 1998 (25 anni)    | 7     | 0    | Ajax                |
| 17 | C    | Victoria Pelova        | 3 giugno 1999 (24 anni)    | 39    | 3    | Arsenal             |
| 18 | C    | Kerstin Casparij       | 19 agosto 2000 (22 anni)   | 22    | 0    | Manchester City     |
| 19 | C    | Wieke Kaptein          | 29 agosto 2005 (17 anni)   | 1     | 0    | Twente              |
| 20 | D    | Dominique Janssen      | 17 gennaio 1995 (28 anni)  | 96    | 6    | Wolfsburg           |
| 21 | C    | Damaris Egurrola       | 26 agosto 1999 (23 anni)   | 15    | 3    | Olympique Lione     |
| 22 | A    | Esmee Brugts           | 28 luglio 2003 (19 anni)   | 16    | 4    | Svincolata          |
| 23 | P    | Jacintha Weimar        | 11 giugno 1998 (25 anni)   | 0     | 0    | Feyenoord           |

 Portogallo
Selezionatore: Francisco Neto
La lista delle 23 calciatrici convocate è stata comunicata il 30 maggio 2023.
| N. | Pos. | Giocatore          | Data nascita (età)         | Pres. | Reti | Squadra          |
| -- | ---- | ------------------ | -------------------------- | ----- | ---- | ---------------- |
| 1  | P    | Inês Pereira       | 26 maggio 1999 (24 anni)   | 33    | 0    | Servette Chênois |
| 2  | D    | Catarina Amado     | 21 luglio 1999 (23 anni)   | 23    | 0    | Benfica          |
| 3  | D    | Lúcia Alves        | 22 ottobre 1997 (25 anni)  | 9     | 0    | Benfica          |
| 4  | D    | Sílvia Rebelo      | 20 maggio 1989 (34 anni)   | 123   | 2    | Benfica          |
| 5  | D    | Joana Marchão      | 24 ottobre 1996 (26 anni)  | 36    | 1    | Parma            |
| 6  | C    | Andreia Jacinto    | 8 giugno 2002 (21 anni)    | 23    | 0    | Real Sociedad    |
| 7  | C    | Ana Rute           | 29 gennaio 1998 (25 anni)  | 3     | 0    | Braga            |
| 8  | C    | Andreia Norton     | 15 agosto 1996 (26 anni)   | 73    | 4    | Benfica          |
| 9  | A    | Ana Borges         | 15 giugno 1990 (33 anni)   | 157   | 11   | Sporting Lisbona |
| 10 | A    | Jéssica Silva      | 11 dicembre 1994 (28 anni) | 100   | 13   | Benfica          |
| 11 | C    | Tatiana Pinto      | 28 marzo 1994 (29 anni)    | 100   | 5    | Levante          |
| 12 | P    | Patrícia Morais    | 17 giugno 1992 (31 anni)   | 82    | 0    | Braga            |
| 13 | C    | Fátima Pinto       | 16 gennaio 1996 (27 anni)  | 79    | 3    | Alavés           |
| 14 | C    | Dolores Silva      | 7 agosto 1991 (31 anni)    | 148   | 17   | Braga            |
| 15 | D    | Carole Costa       | 3 maggio 1990 (33 anni)    | 153   | 18   | Benfica          |
| 16 | A    | Diana Silva        | 4 giugno 1995 (28 anni)    | 93    | 20   | Sporting Lisbona |
| 17 | D    | Ana Seiça          | 25 marzo 2001 (22 anni)    | 2     | 0    | Benfica          |
| 18 | A    | Carolina Mendes    | 27 novembre 1987 (35 anni) | 113   | 23   | Sporting Lisbona |
| 19 | D    | Diana Gomes        | 26 luglio 1998 (24 anni)   | 34    | 5    | Siviglia         |
| 20 | C    | Francisca Nazareth | 17 novembre 2002 (20 anni) | 26    | 6    | Benfica          |
| 21 | A    | Ana Capeta         | 22 dicembre 1997 (25 anni) | 23    | 6    | Sporting Lisbona |
| 22 | P    | Rute Costa         | 1º giugno 1994 (29 anni)   | 8     | 0    | Benfica          |
| 23 | A    | Telma Encarnação   | 11 ottobre 2001 (21 anni)  | 21    | 5    | Marítimo         |

 Stati Uniti
Selezionatore:  Vlatko Andonovski
La lista delle 23 calciatrici convocate è stata comunicata il 21 giugno 2023.
| N. | Pos. | Giocatore        | Data nascita (età)         | Pres. | Reti | Squadra             |
| -- | ---- | ---------------- | -------------------------- | ----- | ---- | ------------------- |
| 1  | P    | Alyssa Naeher    | 20 aprile 1988 (35 anni)   | 90    | 0    | Chicago Red Stars   |
| 2  | C    | Ashley Sanchez   | 16 marzo 1999 (24 anni)    | 24    | 3    | Washington Spirit   |
| 3  | D    | Sofia Huerta     | 14 dicembre 1992 (30 anni) | 29    | 0    | OL Reign            |
| 4  | D    | Naomi Girma      | 14 giugno 2000 (23 anni)   | 15    | 0    | San Diego Wave      |
| 5  | D    | Kelley O'Hara    | 4 agosto 1988 (34 anni)    | 157   | 3    | NJ/NY Gotham        |
| 6  | A    | Lynn Williams    | 21 maggio 1993 (30 anni)   | 52    | 15   | NJ/NY Gotham        |
| 7  | A    | Alyssa Thompson  | 7 novembre 2004 (18 anni)  | 3     | 0    | Angel City          |
| 8  | C    | Julie Ertz       | 6 aprile 1992 (31 anni)    | 118   | 20   | Angel City          |
| 9  | C    | Savannah DeMelo  | 26 marzo 1998 (25 anni)    | 0     | 0    | Racing Louisville   |
| 10 | C    | Lindsey Horan    | 26 maggio 1994 (29 anni)   | 128   | 27   | Olympique Lione     |
| 11 | A    | Sophia Smith     | 10 agosto 2000 (22 anni)   | 29    | 12   | Portland Thorns     |
| 12 | D    | Alana Cook       | 11 aprile 1997 (26 anni)   | 24    | 1    | OL Reign            |
| 13 | A    | Alex Morgan      | 2 luglio 1989 (34 anni)    | 206   | 121  | San Diego Wave      |
| 14 | D    | Emily Sonnett    | 25 novembre 1993 (29 anni) | 74    | 1    | OL Reign            |
| 15 | A    | Megan Rapinoe    | 5 luglio 1985 (38 anni)    | 199   | 63   | OL Reign            |
| 16 | C    | Rose Lavelle     | 14 maggio 1995 (28 anni)   | 88    | 24   | OL Reign            |
| 17 | C    | Andi Sullivan    | 20 dicembre 1995 (27 anni) | 44    | 3    | Washington Spirit   |
| 18 | P    | Casey Murphy     | 25 aprile 1996 (27 anni)   | 14    | 0    | N. Carolina Courage |
| 19 | D    | Crystal Dunn     | 3 luglio 1992 (31 anni)    | 131   | 24   | Portland Thorns     |
| 20 | A    | Trinity Rodman   | 20 marzo 2002 (21 anni)    | 17    | 2    | Washington Spirit   |
| 21 | P    | Aubrey Kingsbury | 20 novembre 1991 (31 anni) | 1     | 0    | Washington Spirit   |
| 22 | C    | Kristie Mewis    | 25 febbraio 1991 (32 anni) | 51    | 7    | NJ/NY Gotham        |
| 23 | D    | Emily Fox        | 5 luglio 1998 (25 anni)    | 28    | 1    | N. Carolina Courage |

 Vietnam
Selezionatore: Mai Đức Chung
La lista delle 23 calciatrici convocate è stata comunicata il 2 luglio 2023.
| N. | Pos. | Giocatore             | Data nascita (età)          | Pres. | Reti | Squadra           |
| -- | ---- | --------------------- | --------------------------- | ----- | ---- | ----------------- |
| 1  | P    | Đào Thị Kiều Oanh     | 25 gennaio 2003 (20 anni)   | 0     | 0    | Hanoi             |
| 2  | D    | Lương Thị Thu Thương  | 1º maggio 2000 (23 anni)    | 20    | 0    | Than KSVN         |
| 3  | D    | Chương Thị Kiều       | 19 agosto 1995 (27 anni)    | 45    | 5    | Ho Chi Minh City  |
| 4  | D    | Trần Thị Thu          | 15 gennaio 1991 (32 anni)   | 31    | 2    | Ho Chi Minh City  |
| 5  | D    | Hoàng Thị Loan        | 6 febbraio 1995 (28 anni)   | 40    | 2    | Hanoi             |
| 6  | D    | Trần Thị Thúy Nga     | 2 novembre 1994 (28 anni)   | 4     | 0    | Thai Nguyen T&T   |
| 7  | C    | Nguyễn Thị Tuyết Dung | 13 dicembre 1993 (29 anni)  | 78    | 54   | Phong Phu Ha Nam  |
| 8  | C    | Trần Thị Thùy Trang   | 8 agosto 1988 (34 anni)     | 51    | 7    | Ho Chi Minh City  |
| 9  | A    | Huỳnh Như             | 28 novembre 1991 (31 anni)  | 72    | 67   | Länk Vilaverdense |
| 10 | D    | Trần Thị Hải Linh     | 8 giugno 2001 (22 anni)     | 10    | 0    | Hanoi             |
| 11 | C    | Thái Thị Thảo         | 12 febbraio 1995 (28 anni)  | 42    | 12   | Hanoi             |
| 12 | A    | Phạm Hải Yến          | 9 novembre 1994 (28 anni)   | 68    | 39   | Hanoi             |
| 13 | D    | Lê Thị Diễm My        | 6 marzo 1994 (29 anni)      | 11    | 0    | Than KSVN         |
| 14 | P    | Trần Thị Kim Thanh    | 18 settembre 1993 (29 anni) | 46    | 0    | Ho Chi Minh City  |
| 15 | A    | Nguyễn Thị Thúy Hằng  | 4 marzo 2000 (23 anni)      | 15    | 5    | Than KSVN         |
| 16 | C    | Dương Thị Vân         | 20 dicembre 1994 (28 anni)  | 68    | 14   | Than KSVN         |
| 17 | D    | Trần Thị Thu Thảo     | 15 gennaio 1993 (30 anni)   | 43    | 3    | Ho Chi Minh City  |
| 18 | A    | Vũ Thị Hoa            | 6 novembre 2003 (19 anni)   | 5     | 0    | Hanoi             |
| 19 | C    | Nguyễn Thị Thanh Nhã  | 25 settembre 2001 (21 anni) | 27    | 7    | Hanoi             |
| 20 | P    | Khổng Thị Hằng        | 10 ottobre 1993 (29 anni)   | 29    | 0    | Than KSVN         |
| 21 | C    | Ngân Thị Vạn Sự       | 29 aprile 2001 (22 anni)    | 23    | 5    | Hanoi             |
| 22 | D    | Nguyễn Thị Mỹ Anh     | 27 novembre 1994 (28 anni)  | 12    | 0    | Thai Nguyen T&T   |
| 23 | C    | Nguyễn Thị Bích Thùy  | 1º maggio 1994 (29 anni)    | 49    | 13   | Ho Chi Minh City  |

## Gruppo F
Brasile
Selezionatrice:  Pia Sundhage
La lista delle 23 calciatrici convocate è stata comunicata il 27 giugno 2023. La numerazione è stata ufficializzata il 4 luglio 2023. Il 18 luglio 2023 Angelina ha sostituito l'infortunata Nycole Raysla.
| N. | Pos. | Giocatore       | Data nascita (età)          | Pres. | Reti | Squadra             |
| -- | ---- | --------------- | --------------------------- | ----- | ---- | ------------------- |
| 1  | P    | Bárbara         | 4 luglio 1988 (35 anni)     | 69    | 0    | Flamengo            |
| 2  | D    | Antônia         | 26 aprile 1994 (29 anni)    | 25    | 0    | Levante             |
| 3  | D    | Kathellen Sousa | 26 aprile 1996 (27 anni)    | 21    | 1    | Real Madrid         |
| 4  | D    | Rafaelle        | 18 giugno 1991 (32 anni)    | 82    | 8    | Arsenal             |
| 5  | C    | Luana           | 2 maggio 1993 (30 anni)     | 32    | 1    | Corinthians         |
| 6  | D    | Tamires         | 10 ottobre 1987 (35 anni)   | 140   | 7    | Corinthians         |
| 7  | A    | Andressa        | 10 novembre 1992 (30 anni)  | 106   | 21   | Roma                |
| 8  | C    | Ana Vitória     | 6 marzo 2000 (23 anni)      | 14    | 1    | Benfica             |
| 9  | A    | Debinha         | 20 ottobre 1991 (31 anni)   | 134   | 58   | Kansas City Current |
| 10 | A    | Marta           | 19 febbraio 1986 (37 anni)  | 175   | 115  | Orlando Pride       |
| 11 | C    | Adriana         | 17 novembre 1996 (26 anni)  | 43    | 12   | Orlando Pride       |
| 12 | P    | Letícia Izidoro | 13 agosto 1994 (28 anni)    | 16    | 0    | Corinthians         |
| 13 | D    | Bruninha        | 16 giugno 2002 (21 anni)    | 8     | 0    | Gotham              |
| 14 | D    | Lauren          | 13 settembre 2002 (20 anni) | 10    | 0    | Madrid CFF          |
| 15 | C    | Duda Sampaio    | 18 maggio 2001 (22 anni)    | 8     | 1    | Corinthians         |
| 16 | A    | Bia Zaneratto   | 17 dicembre 1993 (29 anni)  | 110   | 37   | Palmeiras           |
| 17 | C    | Ary Borges      | 28 dicembre 1999 (23 anni)  | 28    | 5    | Racing Louisville   |
| 18 | A    | Geyse Ferreira  | 27 marzo 1998 (25 anni)     | 43    | 6    | Barcellona          |
| 19 | D    | Mônica          | 21 aprile 1987 (36 anni)    | 42    | 6    | Madrid CFF          |
| 20 | C    | Angelina        | 26 gennaio 2000 (23 anni)   | 20    | 1    | Seattle Reign       |
| 21 | C    | Kerolin         | 17 novembre 1999 (23 anni)  | 33    | 5    | N. Carolina Courage |
| 22 | P    | Camila Gomes    | 2 gennaio 2001 (22 anni)    | 0     | 0    | Santos              |
| 23 | A    | Gabi Nunes      | 10 marzo 1997 (26 anni)     | 20    | 3    | Madrid CFF          |

 Francia
Selezionatore: Hervé Renard
La lista delle 23 calciatrici convocate è stata comunicata il 4 luglio 2023. Il 7 luglio 2023 Aïssatou Tounkara, una delle due riserve, ha preso il posto dell'infortunata Amandine Henry.
| N. | Pos. | Giocatore              | Data nascita (età)         | Pres. | Reti | Squadra             |
| -- | ---- | ---------------------- | -------------------------- | ----- | ---- | ------------------- |
| 1  | P    | Solène Durand          | 20 novembre 1994 (28 anni) | 2     | 0    | Guingamp            |
| 2  | D    | Maëlle Lakrar          | 27 maggio 2000 (23 anni)   | 2     | 0    | Montpellier         |
| 3  | D    | Wendie Renard          | 20 luglio 1990 (33 anni)   | 144   | 34   | Olympique Lione     |
| 4  | C    | Laurina Fazer          | 13 ottobre 2003 (19 anni)  | 2     | 0    | Paris Saint-Germain |
| 5  | D    | Elisa De Almeida       | 11 gennaio 1998 (25 anni)  | 18    | 3    | Paris Saint-Germain |
| 6  | C    | Aïssatou Tounkara      | 16 marzo 1995 (28 anni)    | 39    | 3    | Manchester United   |
| 7  | D    | Sakina Karchaoui       | 26 gennaio 1996 (27 anni)  | 56    | 0    | Paris Saint-Germain |
| 8  | C    | Grace Geyoro           | 2 luglio 1997 (26 anni)    | 64    | 15   | Paris Saint-Germain |
| 9  | A    | Eugénie Le Sommer      | 18 maggio 1989 (34 anni)   | 177   | 88   | Olympique Lione     |
| 10 | C    | Amel Majri             | 25 gennaio 1993 (30 anni)  | 67    | 11   | Olympique Lione     |
| 11 | A    | Kadidiatou Diani       | 1º aprile 1995 (28 anni)   | 82    | 22   | Paris Saint-Germain |
| 12 | A    | Clara Matéo            | 28 novembre 1997 (25 anni) | 21    | 4    | Paris FC            |
| 13 | D    | Selma Bacha            | 9 novembre 2000 (22 anni)  | 15    | 1    | Olympique Lione     |
| 14 | C    | Sandie Toletti         | 13 luglio 1995 (28 anni)   | 40    | 3    | Real Madrid         |
| 15 | C    | Kenza Dali             | 31 luglio 1991 (31 anni)   | 54    | 11   | West Ham            |
| 16 | P    | Pauline Peyraud-Magnin | 17 marzo 1992 (31 anni)    | 39    | 0    | Juventus            |
| 17 | C    | Léa Le Garrec          | 9 luglio 1993 (30 anni)    | 5     | 1    | Fleury              |
| 18 | A    | Viviane Asseyi         | 20 novembre 1993 (29 anni) | 61    | 14   | West Ham            |
| 19 | A    | Naomie Feller          | 6 novembre 2001 (21 anni)  | 3     | 1    | Real Madrid         |
| 20 | D    | Estelle Cascarino      | 5 febbraio 1997 (26 anni)  | 9     | 1    | Manchester United   |
| 21 | A    | Vicki Becho            | 3 ottobre 2003 (19 anni)   | 0     | 0    | Olympique Lione     |
| 22 | D    | Ève Périsset           | 24 dicembre 1994 (28 anni) | 47    | 4    | Chelsea             |
| 23 | P    | Constance Picaud       | 5 luglio 1998 (25 anni)    | 2     | 0    | Paris Saint-Germain |

 Giamaica
Selezionatore: Lorne Donaldson
La lista delle 23 calciatrici convocate è stata comunicata il 23 giugno 2023.
| N. | Pos. | Giocatore          | Data nascita (età)         | Pres. | Reti | Squadra                   |
| -- | ---- | ------------------ | -------------------------- | ----- | ---- | ------------------------- |
| 1  | P    | Sydney Schneider   | 31 agosto 1999 (23 anni)   | 21    | 0    | Sparta Praga              |
| 2  | C    | Solai Washington   | 1º luglio 2005 (18 anni)   | 0     | 0    | Concorde Fire SC          |
| 3  | D    | Vyan Sampson       | 2 luglio 1996 (27 anni)    | 8     | 0    | Hearts                    |
| 4  | D    | Chantelle Swaby    | 6 agosto 1998 (24 anni)    | 30    | 0    | Fleury                    |
| 5  | D    | Konya Plummer      | 2 agosto 1997 (25 anni)    | 31    | 2    | Svincolata                |
| 6  | C    | Havana Solaun      | 23 marzo 1993 (30 anni)    | 16    | 2    | Houston Dash              |
| 7  | C    | Peyton McNamara    | 22 febbraio 2002 (21 anni) | 2     | 0    | Ohio State Buckeyes       |
| 8  | C    | Drew Spence        | 23 ottobre 1992 (30 anni)  | 7     | 1    | Tottenham                 |
| 9  | A    | Kameron Simmonds   | 6 dicembre 2003 (19 anni)  | 1     | 0    | Tennessee Vols            |
| 10 | A    | Jody Brown         | 16 aprile 2002 (21 anni)   | 29    | 13   | FSU Seminoles             |
| 11 | A    | Khadija Shaw       | 31 gennaio 1997 (26 anni)  | 38    | 56   | Manchester City           |
| 12 | A    | Kiki Van Zanten    | 25 agosto 2001 (21 anni)   | 6     | 1    | Notre Dame Fighting Irish |
| 13 | P    | Rebecca Spencer    | 22 febbraio 1991 (32 anni) | 9     | 0    | Tottenham                 |
| 14 | D    | Deneisha Blackwood | 7 marzo 1997 (26 anni)     | 28    | 2    | Issy                      |
| 15 | A    | Tiffany Cameron    | 16 ottobre 1991 (31 anni)  | 13    | 6    | Betis                     |
| 16 | A    | Paige Bailey-Gayle | 12 novembre 2001 (21 anni) | 6     | 0    | Crystal Palace            |
| 17 | D    | Allyson Swaby      | 3 ottobre 1996 (26 anni)   | 28    | 1    | Paris Saint-Germain       |
| 18 | C    | Trudi Carter       | 18 novembre 1994 (28 anni) | 21    | 9    | Levante Badalona          |
| 19 | D    | Tiernny Wiltshire  | 8 maggio 1998 (25 anni)    | 11    | 0    | Houston Dash              |
| 20 | C    | Atlanta Primus     | 21 aprile 1997 (26 anni)   | 7     | 0    | London City Lionesses     |
| 21 | A    | Cheyna Matthews    | 10 novembre 1993 (29 anni) | 12    | 0    | Chicago Stars             |
| 22 | A    | Kayla McKenna      | 3 settembre 1996 (26 anni) | 15    | 3    | Rangers                   |
| 23 | P    | Liya Brooks        | 17 maggio 2005 (18 anni)   | 2     | 0    | Washington State Cougars  |

 Panama
Selezionatore:  Ignacio Quintana
La lista delle 23 calciatrici convocate è stata comunicata il 23 giugno 2023.
| N. | Pos. | Giocatore            | Data nascita (età)          | Pres. | Reti | Squadra                   |
| -- | ---- | -------------------- | --------------------------- | ----- | ---- | ------------------------- |
| 1  | P    | Sasha Fábrega        | 23 ottobre 1990 (32 anni)   | 3     | 0    | Independiente La Chorrera |
| 2  | D    | Hilary Jaén          | 29 agosto 2002 (20 anni)    | 15    | 0    | Jones County Bobcats      |
| 3  | D    | Wendy Natis          | 19 agosto 2001 (21 anni)    | 8     | 0    | América de Cali           |
| 4  | D    | Katherine Castillo   | 23 marzo 1996 (27 anni)     | 16    | 1    | Tauro                     |
| 5  | D    | Yomira Pinzón        | 23 agosto 1996 (26 anni)    | 19    | 3    | Saprissa                  |
| 6  | C    | Deysiré Salazar      | 4 maggio 2004 (19 anni)     | 18    | 1    | Tauro                     |
| 7  | C    | Emily Cedeño         | 22 novembre 2003 (19 anni)  | 4     | 0    | Tauro                     |
| 8  | C    | Schiandra González   | 4 luglio 1995 (28 anni)     | 11    | 0    | Tauro                     |
| 9  | A    | Karla Riley          | 18 settembre 1997 (25 anni) | 10    | 4    | Sporting San José         |
| 10 | C    | Marta Cox            | 20 luglio 1997 (26 anni)    | 19    | 9    | Pachuca                   |
| 11 | C    | Natalia Mills        | 22 marzo 1993 (30 anni)     | 12    | 0    | Alajuelense               |
| 12 | P    | Yenith Bailey        | 29 marzo 2001 (22 anni)     | 13    | 0    | Tauro                     |
| 13 | A    | Riley Tanner         | 15 ottobre 1999 (23 anni)   | 2     | 1    | Washington Spirit         |
| 14 | C    | Carmen Montenegro    | 5 dicembre 2000 (22 anni)   | 3     | 0    | Sporting San Miguelito    |
| 15 | D    | Rosario Vargas       | 9 agosto 2002 (20 anni)     | 5     | 0    | Rayo Vallecano B          |
| 16 | D    | Rebeca Espinosa      | 5 luglio 1992 (31 anni)     | 9     | 0    | Sporting San Miguelito    |
| 17 | C    | Laurie Batista       | 29 maggio 1996 (27 anni)    | 10    | 0    | Tauro                     |
| 18 | C    | Erika Hernández      | 17 marzo 1999 (24 anni)     | 0     | 0    | Plaza Amador              |
| 19 | A    | Lineth Cedeño        | 5 dicembre 2000 (22 anni)   | 14    | 8    | Sporting San Miguelito    |
| 20 | C    | Aldrith Quintero     | 1º gennaio 2002 (21 anni)   | 7     | 1    | Alhama                    |
| 21 | D    | Nicole De Obaldía    | 16 marzo 2000 (23 anni)     | 7     | 0    | Herediano                 |
| 22 | P    | Farissa Córdoba      | 30 giugno 1989 (34 anni)    | 4     | 0    | Ñañas                     |
| 23 | D    | Carina Baltrip-Reyes | 1º luglio 1998 (25 anni)    | 11    | 1    | Marítimo                  |

## Gruppo G
Argentina
Selezionatore: Germán Portanova
La lista delle 23 calciatrici convocate è stata comunicata il 7 luglio 2023.
| N. | Pos. | Giocatore            | Data nascita (età)         | Pres. | Reti | Squadra                   |
| -- | ---- | -------------------- | -------------------------- | ----- | ---- | ------------------------- |
| 1  | P    | Vanina Correa        | 14 agosto 1983 (39 anni)   |       |      | Rosario Central           |
| 2  | D    | Adriana Sachs        | 25 dicembre 1993 (29 anni) |       |      | Santos                    |
| 3  | A    | Eliana Stábile       | 26 novembre 1993 (29 anni) |       |      | Santos                    |
| 4  | D    | Julieta Cruz         | 4 giugno 1996 (27 anni)    |       |      | Boca Juniors              |
| 5  | C    | Vanesa Santana       | 3 settembre 1990 (32 anni) |       |      | Huelva                    |
| 6  | D    | Aldana Cometti       | 3 marzo 1996 (27 anni)     |       |      | Madrid CFF                |
| 7  | A    | Romina Núñez         | 1º gennaio 1994 (29 anni)  |       |      | UAI Urquiza               |
| 8  | C    | Daiana Falfán        | 14 ottobre 2000 (22 anni)  |       |      | UAI Urquiza               |
| 9  | A    | Paulina Gramaglia    | 21 marzo 2003 (20 anni)    |       |      | Red Bull Bragantino       |
| 10 | C    | Dalila Ippólito      | 24 marzo 2002 (21 anni)    |       |      | Parma                     |
| 11 | A    | Yamila Rodríguez     | 24 gennaio 1998 (25 anni)  |       |      | Palmeiras                 |
| 12 | P    | Laura Esponda        | 8 novembre 2005 (17 anni)  |       |      | River Plate               |
| 13 | D    | Sophia Braun         | 26 gennaio 2000 (23 anni)  |       |      | León                      |
| 14 | C    | Miriam Mayorga       | 20 novembre 1989 (33 anni) |       |      | Boca Juniors              |
| 15 | A    | Florencia Bonsegundo | 14 luglio 1993 (30 anni)   |       |      | Madrid CFF                |
| 16 | C    | Lorena Benítez       | 3 dicembre 1998 (24 anni)  |       |      | Palmeiras                 |
| 17 | C    | Camila Gómez Ares    | 26 ottobre 1994 (28 anni)  |       |      | Universidad de Concepción |
| 18 | D    | Gabriela Chávez      | 9 aprile 1989 (34 anni)    |       |      | Estudiantes               |
| 19 | A    | Mariana Larroquette  | 24 ottobre 1992 (30 anni)  |       |      | León                      |
| 20 | D    | Chiara Singarella    | 5 dicembre 2003 (19 anni)  |       |      | Alabama Crimson Tide      |
| 21 | A    | Érica Lonigro        | 6 luglio 1994 (29 anni)    |       |      | Rosario Central           |
| 22 | A    | Estefanía Banini     | 21 giugno 1990 (33 anni)   |       |      | Atlético Madrid           |
| 23 | P    | Abigaíl Cháves       | 11 luglio 1997 (26 anni)   |       |      | Atlético Huracán          |

 Italia
Selezionatrice: Milena Bertolini
La lista delle 23 calciatrici convocate è stata comunicata il 2 luglio 2023. Maria Luisa Filangeri e Beatrice Merlo sono state aggregate come riserve. La numerazione è stata annunciata il 6 luglio 2023.
| N. | Pos. | Giocatore           | Data nascita (età)          | Pres. | Reti | Squadra      |
| -- | ---- | ------------------- | --------------------------- | ----- | ---- | ------------ |
| 1  | P    | Laura Giuliani      | 6 giugno 1993 (30 anni)     | 75    | 0    | Milan        |
| 2  | C    | Emma Severini       | 18 luglio 2003 (20 anni)    | 1     | 0    | Fiorentina   |
| 3  | D    | Benedetta Orsi      | 25 febbraio 2000 (23 anni)  | 7     | 0    | Sassuolo     |
| 4  | D    | Lucia Di Guglielmo  | 26 giugno 1997 (26 anni)    | 12    | 0    | Roma         |
| 5  | D    | Elena Linari        | 15 aprile 1994 (29 anni)    | 88    | 4    | Roma         |
| 6  | C    | Manuela Giugliano   | 18 agosto 1997 (25 anni)    | 67    | 8    | Roma         |
| 7  | A    | Sofia Cantore       | 30 settembre 1999 (23 anni) | 13    | 1    | Juventus     |
| 8  | A    | Barbara Bonansea    | 13 giugno 1991 (32 anni)    | 91    | 30   | Juventus     |
| 9  | A    | Valentina Giacinti  | 2 gennaio 1994 (29 anni)    | 63    | 22   | Roma         |
| 10 | A    | Cristiana Girelli   | 23 aprile 1990 (33 anni)    | 103   | 53   | Juventus     |
| 11 | A    | Benedetta Glionna   | 26 luglio 1999 (23 anni)    | 16    | 0    | Roma         |
| 12 | P    | Rachele Baldi       | 2 ottobre 1994 (28 anni)    | 1     | 0    | Fiorentina   |
| 13 | D    | Elisa Bartoli       | 7 maggio 1991 (32 anni)     | 85    | 3    | Roma         |
| 14 | A    | Chiara Beccari      | 27 settembre 2004 (18 anni) | 2     | 0    | Como         |
| 15 | A    | Annamaria Serturini | 13 maggio 1998 (25 anni)    | 21    | 1    | Roma         |
| 16 | C    | Giulia Dragoni      | 7 novembre 2006 (16 anni)   | 1     | 0    | Barcellona B |
| 17 | D    | Lisa Boattin        | 3 maggio 1997 (26 anni)     | 50    | 1    | Juventus     |
| 18 | C    | Arianna Caruso      | 6 novembre 1999 (23 anni)   | 32    | 10   | Juventus     |
| 19 | D    | Martina Lenzini     | 23 luglio 1998 (24 anni)    | 20    | 0    | Juventus     |
| 20 | C    | Giada Greggi        | 18 febbraio 2000 (23 anni)  | 9     | 1    | Roma         |
| 21 | C    | Valentina Cernoia   | 22 giugno 1991 (32 anni)    | 76    | 14   | Juventus     |
| 22 | P    | Francesca Durante   | 12 febbraio 1997 (26 anni)  | 7     | 0    | Inter        |
| 23 | D    | Cecilia Salvai      | 2 dicembre 1993 (29 anni)   | 44    | 2    | Juventus     |

 Sudafrica
Selezionatrice: Desiree Ellis
La lista delle 23 calciatrici convocate è stata comunicata il 23 giugno 2023.
| N. | Pos. | Giocatore           | Data nascita (età)          | Pres. | Reti | Squadra                |
| -- | ---- | ------------------- | --------------------------- | ----- | ---- | ---------------------- |
| 1  | P    | Kaylin Swart        | 30 settembre 1994 (28 anni) |       |      | JvW                    |
| 2  | D    | Lebohang Ramalepe   | 3 dicembre 1991 (31 anni)   |       |      | Mamelodi Sundowns      |
| 3  | D    | Bongeka Gamede      | 22 maggio 1999 (24 anni)    |       |      | UWC                    |
| 4  | D    | Noko Matlou         | 30 settembre 1985 (37 anni) |       |      | Eibar                  |
| 5  | D    | Fikile Magama       | 19 gennaio 2002 (21 anni)   |       |      | UWC                    |
| 6  | C    | Noxolo Cesane       | 11 ottobre 2000 (22 anni)   |       |      | Tigres UANL            |
| 7  | D    | Karabo Dhlamini     | 18 settembre 2001 (21 anni) |       |      | Mamelodi Sundowns      |
| 8  | A    | Hildah Magaia       | 16 dicembre 1994 (28 anni)  |       |      | Sejong Sportstoto      |
| 9  | A    | Gabriela Salgado    | 20 febbraio 1998 (25 anni)  |       |      | JvW                    |
| 10 | C    | Linda Motlhalo      | 1º luglio 1998 (25 anni)    |       |      | Glasgow City           |
| 11 | A    | Thembi Kgatlana     | 2 maggio 1996 (27 anni)     |       |      | Racing Louisville      |
| 12 | A    | Jermaine Seoposenwe | 12 ottobre 1993 (29 anni)   |       |      | Juárez                 |
| 13 | D    | Bambanani Mbane     | 12 marzo 1990 (33 anni)     |       |      | Mamelodi Sundowns      |
| 14 | D    | Tiisetso Makhubela  | 24 aprile 1997 (26 anni)    |       |      | Mamelodi Sundowns      |
| 15 | C    | Refiloe Jane        | 4 agosto 1992 (30 anni)     |       |      | Sassuolo               |
| 16 | P    | Andile Dlamini      | 2 settembre 1992 (30 anni)  |       |      | Mamelodi Sundowns      |
| 17 | A    | Melinda Kgadiete    | 21 luglio 1992 (30 anni)    |       |      | Mamelodi Sundowns      |
| 18 | C    | Sibulele Holweni    | 28 aprile 2001 (22 anni)    |       |      | UWC                    |
| 19 | C    | Kholosa Biyana      | 6 settembre 1994 (28 anni)  |       |      | UWC                    |
| 20 | C    | Robyn Moodaly       | 16 giugno 1994 (29 anni)    |       |      | JvW                    |
| 21 | P    | Kebotseng Moletsane | 3 marzo 1995 (28 anni)      |       |      | Royal AM               |
| 22 | C    | Nomvula Kgoale      | 20 novembre 1995 (27 anni)  |       |      | TS Galaxy              |
| 23 | A    | Wendy Shongwe       | 18 gennaio 2003 (20 anni)   |       |      | University of Pretoria |

 Svezia
Selezionatore: Peter Gerhardsson
La lista delle 23 calciatrici convocate è stata comunicata il 13 giugno 2023. Il 18 luglio 2023 Stina Lennartsson ha sostituito l'infortunata Hanna Lundkvist.
| N. | Pos. | Giocatore               | Data nascita (età)          | Pres. | Reti | Squadra             |
| -- | ---- | ----------------------- | --------------------------- | ----- | ---- | ------------------- |
| 1  | P    | Zećira Mušović          | 26 maggio 1996 (27 anni)    | 10    | 0    | Chelsea             |
| 2  | D    | Jonna Andersson         | 2 gennaio 1993 (30 anni)    | 80    | 3    | Hammarby            |
| 3  | D    | Linda Sembrant          | 15 maggio 1987 (36 anni)    | 136   | 17   | Juventus            |
| 4  | D    | Stina Lennartsson       | 4 aprile 1997 (26 anni)     | 1     | 0    | Linköping           |
| 5  | D    | Anna Sandberg           | 23 maggio 2003 (20 anni)    | 2     | 0    | Häcken              |
| 6  | D    | Magdalena Eriksson      | 8 settembre 1993 (29 anni)  | 95    | 10   | Bayern Monaco       |
| 7  | A    | Madelen Janogy          | 12 novembre 1995 (27 anni)  | 33    | 8    | Hammarby            |
| 8  | A    | Lina Hurtig             | 15 settembre 1995 (27 anni) | 62    | 20   | Arsenal             |
| 9  | C    | Kosovare Asllani        | 29 luglio 1989 (33 anni)    | 170   | 44   | Milan               |
| 10 | A    | Sofia Jakobsson         | 23 aprile 1990 (33 anni)    | 144   | 23   | San Diego Wave      |
| 11 | A    | Stina Blackstenius      | 5 febbraio 1996 (27 anni)   | 90    | 28   | Arsenal             |
| 12 | P    | Jennifer Falk           | 26 aprile 1993 (30 anni)    | 16    | 0    | Häcken              |
| 13 | D    | Amanda Ilestedt         | 25 gennaio 1993 (30 anni)   | 64    | 8    | Paris Saint-Germain |
| 14 | D    | Nathalie Björn          | 4 maggio 1997 (26 anni)     | 50    | 6    | Everton             |
| 15 | A    | Rebecka Blomqvist       | 24 luglio 1997 (25 anni)    | 22    | 4    | Wolfsburg           |
| 16 | C    | Filippa Angeldahl       | 29 luglio 1989 (33 anni)    | 40    | 11   | Manchester City     |
| 17 | C    | Caroline Seger          | 19 marzo 1985 (38 anni)     | 235   | 32   | Rosengård           |
| 18 | A    | Fridolina Rolfö         | 24 novembre 1993 (29 anni)  | 77    | 25   | Barcellona          |
| 19 | C    | Johanna Rytting Kaneryd | 12 febbraio 1997 (26 anni)  | 25    | 2    | Chelsea             |
| 20 | C    | Hanna Bennison          | 16 ottobre 2002 (20 anni)   | 33    | 1    | Everton             |
| 21 | P    | Tove Enblom             | 20 novembre 1994 (28 anni)  | 0     | 0    | KIF Örebro          |
| 22 | C    | Olivia Schough          | 11 marzo 1991 (32 anni)     | 105   | 13   | Rosengård           |
| 23 | C    | Elin Rubensson          | 11 maggio 1993 (30 anni)    | 78    | 3    | Häcken              |

## Gruppo H
Colombia
Selezionatore: Nelson Abadía
La lista delle 23 calciatrici convocate è stata comunicata il 4 luglio 2023.
| N. | Pos. | Giocatore          | Data nascita (età)          | Pres. | Reti | Squadra           |
| -- | ---- | ------------------ | --------------------------- | ----- | ---- | ----------------- |
| 1  | P    | Catalina Pérez     | 8 novembre 1994 (28 anni)   | 20    | 0    | Avaí              |
| 2  | D    | Manuela Vanegas    | 9 novembre 2000 (22 anni)   | 34    | 8    | Real Sociedad     |
| 3  | D    | Daniela Arias      | 31 agosto 1994 (28 anni)    | 19    | 3    | América de Cali   |
| 4  | C    | Diana Ospina       | 3 marzo 1989 (34 anni)      | 62    | 5    | América de Cali   |
| 5  | C    | Lorena Bedoya      | 6 ottobre 1997 (25 anni)    | 16    | 0    | Real Brasília     |
| 6  | C    | Daniela Montoya    | 22 agosto 1990 (32 anni)    | 64    | 6    | Atlético Nacional |
| 7  | C    | María Camila Reyes | 11 maggio 2002 (21 anni)    | 4     | 0    | Santa Fe          |
| 8  | C    | Marcela Restrepo   | 10 novembre 1995 (27 anni)  | 11    | 2    | Dux Logroño       |
| 9  | C    | Mayra Ramírez      | 23 marzo 1999 (24 anni)     | 23    | 3    | Levante           |
| 10 | C    | Leicy Santos       | 16 maggio 1996 (27 anni)    | 43    | 7    | Atlético Madrid   |
| 11 | A    | Catalina Usme      | 25 dicembre 1989 (33 anni)  | 58    | 25   | América de Cali   |
| 12 | P    | Sandra Sepúlveda   | 3 marzo 1988 (35 anni)      | 49    | 0    | Ind. Medellín     |
| 13 | P    | Natalia Giraldo    | 19 maggio 2003 (20 anni)    | 3     | 0    | América de Cali   |
| 14 | D    | Ángela Barón       | 18 settembre 2003 (19 anni) | 0     | 0    | Atlético Nacional |
| 15 | D    | Ana María Guzmán   | 11 giugno 2005 (18 anni)    | 1     | 0    | Deportivo Pereira |
| 16 | C    | Lady Andrade       | 10 gennaio 1992 (31 anni)   | 30    | 3    | Real Brasília     |
| 17 | D    | Carolina Arias     | 2 settembre 1990 (32 anni)  | 71    | 1    | Atlético Junior   |
| 18 | A    | Linda Caicedo      | 22 febbraio 2005 (18 anni)  | 18    | 4    | Real Madrid       |
| 19 | D    | Jorelyn Carabalí   | 18 maggio 1997 (26 anni)    | 18    | 0    | Atlético Mineiro  |
| 20 | D    | Mónica Ramos       | 14 ottobre 1998 (24 anni)   | 12    | 0    | Grêmio            |
| 21 | A    | Ivonne Chacón      | 12 ottobre 1997 (25 anni)   | 6     | 0    | Valencia          |
| 22 | D    | Daniela Caracas    | 25 aprile 1997 (26 anni)    | 22    | 0    | Espanyol          |
| 23 | A    | Elexa Bahr         | 16 maggio 1998 (25 anni)    | 12    | 0    | América de Cali   |

 Germania
Selezionatrice: Martina Voss-Tecklenburg
La lista delle 23 calciatrici convocate è stata comunicata l'8 luglio 2023.
| N. | Pos. | Giocatore         | Data nascita (età)         | Pres. | Reti | Squadra               |
| -- | ---- | ----------------- | -------------------------- | ----- | ---- | --------------------- |
| 1  | P    | Merle Frohms      | 28 gennaio 1995 (28 anni)  | 40    | 0    | Wolfsburg             |
| 2  | D    | Chantal Hagel     | 20 luglio 1998 (25 anni)   | 10    | 0    | Hoffenheim            |
| 3  | D    | Kathrin Hendrich  | 6 aprile 1992 (31 anni)    | 58    | 5    | Wolfsburg             |
| 4  | D    | Sophia Kleinherne | 12 aprile 2000 (23 anni)   | 27    | 1    | Eintracht Francoforte |
| 5  | D    | Marina Hegering   | 17 aprile 1990 (33 anni)   | 29    | 3    | Bayern Monaco         |
| 6  | C    | Lena Oberdorf     | 19 dicembre 2001 (21 anni) | 38    | 3    | Wolfsburg             |
| 7  | A    | Lea Schüller      | 12 novembre 1997 (25 anni) | 47    | 31   | Bayern Monaco         |
| 8  | C    | Sydney Lohmann    | 19 giugno 2000 (23 anni)   | 22    | 4    | Bayern Monaco         |
| 9  | C    | Svenja Huth       | 25 gennaio 1991 (32 anni)  | 80    | 14   | Wolfsburg             |
| 10 | A    | Laura Freigang    | 1º febbraio 1998 (25 anni) | 20    | 12   | Eintracht Francoforte |
| 11 | A    | Alexandra Popp    | 6 aprile 1991 (32 anni)    | 128   | 62   | Wolfsburg             |
| 12 | P    | Ann-Katrin Berger | 9 ottobre 1990 (32 anni)   | 6     | 0    | Chelsea               |
| 13 | C    | Sara Däbritz      | 15 febbraio 1995 (28 anni) | 97    | 17   | Olympique Lione       |
| 14 | C    | Lena Lattwein     | 2 maggio 2000 (23 anni)    | 29    | 1    | Wolfsburg             |
| 15 | D    | Sjoeke Nüsken     | 22 gennaio 2001 (22 anni)  | 17    | 2    | Eintracht Francoforte |
| 16 | A    | Nicole Anyomi     | 10 febbraio 2000 (23 anni) | 16    | 1    | Eintracht Francoforte |
| 17 | D    | Felicitas Rauch   | 30 aprile 1996 (27 anni)   | 33    | 4    | Wolfsburg             |
| 18 | C    | Melanie Leupolz   | 14 aprile 1994 (29 anni)   | 78    | 13   | Chelsea               |
| 19 | C    | Klara Bühl        | 7 dicembre 2000 (22 anni)  | 35    | 14   | Bayern Monaco         |
| 20 | C    | Lina Magull       | 15 agosto 1994 (28 anni)   | 72    | 22   | Bayern Monaco         |
| 21 | P    | Stina Johannes    | 23 gennaio 2000 (23 anni)  | 0     | 0    | Eintracht Francoforte |
| 22 | A    | Jule Brand        | 16 ottobre 2002 (20 anni)  | 32    | 7    | Wolfsburg             |
| 23 | D    | Sara Doorsoun     | 17 novembre 1991 (31 anni) | 45    | 1    | Eintracht Francoforte |

 Marocco
Selezionatore:  Reynald Pedros
La lista delle 23 calciatrici convocate è stata comunicata l'11 luglio 2023.
| N. | Pos. | Giocatore         | Data nascita (età)          | Pres. | Reti | Squadra          |
| -- | ---- | ----------------- | --------------------------- | ----- | ---- | ---------------- |
| 1  | P    | Khadija Er-Rmichi | 16 settembre 1989 (33 anni) |       |      | FAR Rabat        |
| 2  | D    | Zineb Redouani    | 12 giugno 2000 (23 anni)    |       |      | FAR Rabat        |
| 3  | D    | Nouhaila Benzina  | 11 aprile 1998 (25 anni)    |       |      | FAR Rabat        |
| 4  | C    | Sarah Kassi       | 9 settembre 2003 (19 anni)  |       |      | Fleury           |
| 5  | D    | Nesryne El Chad   | 13 marzo 2003 (20 anni)     |       |      | Lilla            |
| 6  | C    | Élodie Nakkach    | 20 gennaio 1995 (28 anni)   |       |      | Servette Chênois |
| 7  | A    | Ghizlane Chebbak  | 19 febbraio 1991 (32 anni)  |       |      | FAR Rabat        |
| 8  | C    | Salma Amani       | 28 novembre 1989 (33 anni)  |       |      | Metz             |
| 9  | A    | Ibtissam Jraïdi   | 9 dicembre 1992 (30 anni)   |       |      | Al Ahli          |
| 10 | D    | Najat Badri       | 19 maggio 1988 (35 anni)    |       |      | FAR Rabat        |
| 11 | A    | Fatima Tagnaout   | 20 gennaio 1999 (24 anni)   |       |      | FAR Rabat        |
| 12 | P    | Assia Zouhair     | 29 aprile 1991 (32 anni)    |       |      | CAK              |
| 13 | D    | Sabah Seghir      | 27 settembre 2000 (22 anni) |       |      | Sampdoria        |
| 14 | D    | Rkia Mazrouai     | 11 maggio 2002 (21 anni)    |       |      | Charleroi        |
| 15 | A    | Fatima Gharbi     | 15 maggio 2001 (22 anni)    |       |      | Europa           |
| 16 | C    | Anissa Lahmari    | 17 febbraio 1997 (26 anni)  |       |      | Guingamp         |
| 17 | D    | Hanane Aït El Haj | 2 novembre 1994 (28 anni)   |       |      | FAR Rabat        |
| 18 | C    | Kenza Chapelle    | 1º luglio 2001 (22 anni)    |       |      | Nantes           |
| 19 | A    | Sakina Ouzraoui   | 29 agosto 2001 (21 anni)    |       |      | Club YLA         |
| 20 | C    | Sofia Bouftini    | 25 gennaio 2002 (21 anni)   |       |      | RS Berkane       |
| 21 | D    | Yasmin Mrabet     | 8 agosto 1999 (23 anni)     |       |      | Levante Badalona |
| 22 | P    | Inès Arouaissa    | 30 giugno 2001 (22 anni)    |       |      | Cannes           |
| 23 | A    | Rosella Ayane     | 16 marzo 1996 (27 anni)     |       |      | Tottenham        |

 Corea del Sud
Selezionatore:  Colin Bell
La lista delle 23 calciatrici convocate è stata comunicata il 5 luglio 2023.
| N. | Pos. | Giocatore       | Data nascita (età)          | Pres. | Reti | Squadra                     |
| -- | ---- | --------------- | --------------------------- | ----- | ---- | --------------------------- |
| 1  | P    | Yoon Young-geul | 28 ottobre 1987 (35 anni)   | 27    | 0    | Häcken                      |
| 2  | D    | Choo Hyo-joo    | 29 luglio 2000 (22 anni)    | 30    | 3    | Suwon UDC                   |
| 3  | D    | Hong Hye-ji     | 25 agosto 1996 (26 anni)    | 38    | 1    | Hyundai Red Angels          |
| 4  | D    | Shim Seo-yeon   | 15 aprile 1989 (34 anni)    | 76    | 0    | Suwon UDC                   |
| 5  | C    | Kim Yun-ji      | 1º giugno 1989 (34 anni)    | 8     | 0    | Suwon UDC                   |
| 6  | D    | Lim Seon-joo    | 27 novembre 1990 (32 anni)  | 103   | 6    | Hyundai Red Angels          |
| 7  | A    | Son Hwa-yeon    | 15 marzo 1997 (26 anni)     | 48    | 8    | Hyundai Red Angels          |
| 8  | C    | Cho So-hyun     | 24 giugno 1988 (35 anni)    | 144   | 25   | Svincolata                  |
| 9  | C    | Lee Geum-min    | 7 aprile 1994 (29 anni)     | 80    | 26   | Brighton & Hove             |
| 10 | C    | Ji So-yun       | 21 febbraio 1991 (32 anni)  | 144   | 66   | Suwon UDC                   |
| 11 | A    | Choe Yu-ri      | 16 settembre 1994 (28 anni) | 50    | 9    | Hyundai Red Angels          |
| 12 | A    | Moon Mi-ra      | 28 febbraio 1992 (31 anni)  | 29    | 16   | Suwon UDC                   |
| 13 | A    | Park Eun-sun    | 25 dicembre 1986 (36 anni)  | 42    | 20   | Seoul                       |
| 14 | C    | Jeon Eun-ha     | 28 gennaio 1993 (30 anni)   | 13    | 0    | Suwon UDC                   |
| 15 | C    | Chun Ga-ram     | 19 ottobre 2002 (20 anni)   | 4     | 0    | Hwacheon KSPO               |
| 16 | D    | Jang Sel-gi     | 31 maggio 1994 (29 anni)    | 89    | 12   | Hyundai Red Angels          |
| 17 | D    | Lee Young-ju    | 22 aprile 1992 (31 anni)    | 55    | 2    | Madrid CFF                  |
| 18 | P    | Kim Jung-mi     | 16 ottobre 1984 (38 anni)   | 135   | 0    | Hyundai Red Angels          |
| 19 | A    | Casey Phair     | 29 giugno 2007 (16 anni)    | 0     | 0    | Players Development Academy |
| 20 | D    | Kim Hye-ri      | 25 giugno 1990 (33 anni)    | 111   | 1    | Hyundai Red Angels          |
| 21 | P    | Ryu Ji-soo      | 3 settembre 1997 (25 anni)  | 0     | 0    | Seoul                       |
| 22 | C    | Bae Ye-bin      | 7 dicembre 2004 (18 anni)   | 2     | 0    | Università Uiduk            |
| 23 | A    | Kang Chae-rim   | 23 marzo 1998 (25 anni)     | 24    | 6    | Hyundai Red Angels          |